# История Нагорного Карабаха
Первые письменные упоминания о регионе Нагорного Карабаха относятся к источникам царства Урарту (VIII—VII век до н. э.). Автохтонным населением были различные племена преимущественно неиндоевропейского происхождения. В отношении датировки арменизации региона высказываются различные мнения, но большинство исследователей сходится в том, что этот процесс принял массовый характер до первого раздела Армении в 387 году.
С начала II века до н. э. до раздела Армении территория современного Нагорного Карабаха (Орхистена у античных авторов) входила в состав Великой Армении. В «Армянской географии» Анании Ширакаци (VII в.) Арцах числится её десятой провинцией (нахангом).
В 387 году Куро-Аракское междуречье (области Арцах и Утик) отошло к вассальной от Персии Кавказской Албании, оставаясь при этом под управлением армянских княжеских родов и сохранив сильное армянское влияние. Полиэтническое Албанское царство было уничтожено арабами в 705 году.
В 822 году в Арцахе было провозглашено независимое армянское княжество Хачен. В 884 году правители Хачена признали власть Ашота I Багратуни, который объявил о независимости Армении и провозгласил себя царём Армении.
После утраты централизованной армянской государственности в 1045 году Хаченское княжество на протяжении многих веков оставалось одной из тех областей, где сохранялось армянское правление.
В позднем Средневековье источники начинают упоминать о тюркских кочевниках, появившихся на равнине между Араксом и Курой, смешавшихся там с оседлым армянским и мусульманским населением и давших ей название «Карабах». Кочевники зимовали на равнинах, а летом мигрировали на пастбища нагорий; такой порядок сохранялся вплоть до XX века. Тюркские кочевники в Нагорном Карабахе зафиксированы в переписях 1593 и 1727 годов во время коротких периодов османского владычества. Курдские племена были переселены персидскими властями в район, расположенный между Нагорным Карабахом и Зангезуром, примерно в 1600 году с целью ослабить связи армянских правителей Нагорного Карабаха с основными армянскими территориями.
В XV веке Хачен входил в состав туркоманских государств Кара-Коюнлу и Ак-Коюнлу, в начале XVI века он вошёл в состав государства Сефевидов. В XVI—XVII веках Хаченское княжество распалось на пять небольших владений — меликств. Просуществовавшие до середины XVIII века меликства Хамсы стали последним очагом армянского национально-государственного устройства вплоть до новейшего времени.
Утратив самостоятельность, меликства вошли в состав Карабахского ханства. С образованием ханства усилилась миграция тюркских племен в Карабах и, наоборот, эмиграция из него армян. В самом центре бывшего армянского меликства Варанда появился крупный анклав со смешанным армяно-тюркским населением — город Шуша.
В 1813 году по завершении русско-персидской войны 1804—1813 годов был подписан мирный российско-иранский договор, которым был признан переход Карабахского ханства под власть России. В 1822 году Карабахское ханство было упразднено и преобразовано в Карабахскую провинцию Российской империи. В 1840 году Карабахская провинция была переименована в Шушинский уезд Каспийской области. С 1846 года Шушинский уезд входил в состав Шемахинской губернии (в 1859 году переименованной в Бакинскую), а с 1867 года — в Елизаветпольскую губернию.
После присоединения Карабахского ханства к России многие местные мусульмане эмигрировали в Персию. В этот период имел место и встречный миграционный поток, однако переселенцы-армяне из Персии расселялись в основном на территории бывших Нахичеванского и Эриванского ханств. В 1828 году в Карабах было переселено 700 армянских семей, при этом 300 семей вернулось обратно, а значительная часть оставшихся погибла от эпидемии чумы. В Нагорном Карабахе (нынешний Мардакертский район) переселенцы из иранского города Мараги основали село того же названия. В дальнейшем сколько-нибудь значительных переселений в Карабах не наблюдалось.
В течение XIX века Шуша превратилась в пятый по величине город Закавказья. Население города увеличивалось прежде всего за счёт армян, которые к середине века стали составлять в нём большинство. В этот период в Шуше процветали производство и торговля коврами и шёлком, а к концу XIX века Шуша стала одним из ведущих центров азербайджанской и закавказской армянской культур.
Начало XX века ознаменовалось массовыми этническими конфликтами. Во время армяно-татарской резни в августе 1905 года в Шуше произошли кровавые столкновения, в ходе которых было сожжено 240 домов, театр Хандамирова и убито 318 человек. Столкновениями в то время были охвачены все местности Карабаха и Зангезура со смешанным населением.
После Октябрьской революции 1917 года Карабах, как и остальное Закавказье, первое время подчинялся коалиционному Закавказскому комиссариату и созванному им Закавказскому сейму. 22 апреля 1918 года Закавказский сейм провозгласил Закавказье независимой Закавказской Демократической Федеративной Республикой, которая уже в конце мая распалась на отдельные государства — армянское, азербайджанское и грузинское.
В течение первой половины 1918 года армяне и мусульмане Нагорного Карабаха жили в относительном мире. Признавая номинальную власть Закавказского комиссариата и сейма в Тифлисе, Нагорный Карабах был фактически независим и управлялся межнациональным советом. Такой баланс сохранялся вплоть до вторжения Турции в Закавказье, распада Закавказской федерации и создания трёх самостоятельных государств.
28 мая 1918 года члены мусульманской фракции Закавказского сейма провозгласили независимость Азербайджана. Азербайджанская демократическая республика претендовала на территорию бывших Бакинской и Елизаветпольской губерний Российской империи, включая районы со смешанным населением — Карабах и Зангезур. В конце 1918 года, после капитуляции Турции в Первой мировой войне, в Шушу прибыла британская военная миссия, а в начале 1919 года азербайджанские гарнизоны появились в Шуше и ряде других населённых пунктов Карабаха. 15 января 1919 года английское командование утвердило генерал-губернатором Карабаха и Зангезура назначенного азербайджанским правительством Хосров-бека Султанова. В августе Седьмой съезд армян Карабаха под давлением Азербайджана, а также в связи с предстоящей эвакуацией британских войск и неспособностью Армении оказать существенную помощь, признал в Нагорном Карабахе юрисдикцию Азербайджана вплоть до окончательного решения вопроса на Парижской мирной конференции.
В конце марта 1920 года в Нагорном Карабахе началось антиазербайджанское восстание. Армянские вооружённые отряды, возглавляемое офицерами из Армении, одновременно напали на азербайджанские посты в Шуше, Ханкенди, Аскеране, Тертере и т. д. Восстание окончилось поражением, в конце концов азербайджанской армии удалось восстановить контроль над Шушой и его окрестностями, однако бои в сельской местности в Нагорном Карабахе продолжились вплоть до советизации Азербайджана. В мае, после установления в Азербайджане Советской власти, Карабах был занят частями 11-й Армии РККА.
В 1920—1921 годах в Карабахе произошло два антисоветских восстания — одно армянское и одно азербайджанское.
5 июля 1921 года на пленуме Кавказского бюро РКП(б) было принято решение оставить Нагорный Карабах в пределах Азербайджанской ССР, предоставив ему широкую областную автономию. Административным центром региона был установлен город Шуша. В 1923 году из населённой армянами части Нагорного Карабаха в составе Азербайджанской ССР была образована Автономная область Нагорного Карабаха (АОНК), а административный центр был перенесён в селение Ханкенди, позже переименованное в Степанакерт. В 1937 году АОНК была преобразована в Нагорно-Карабахскую автономную область (НКАО).

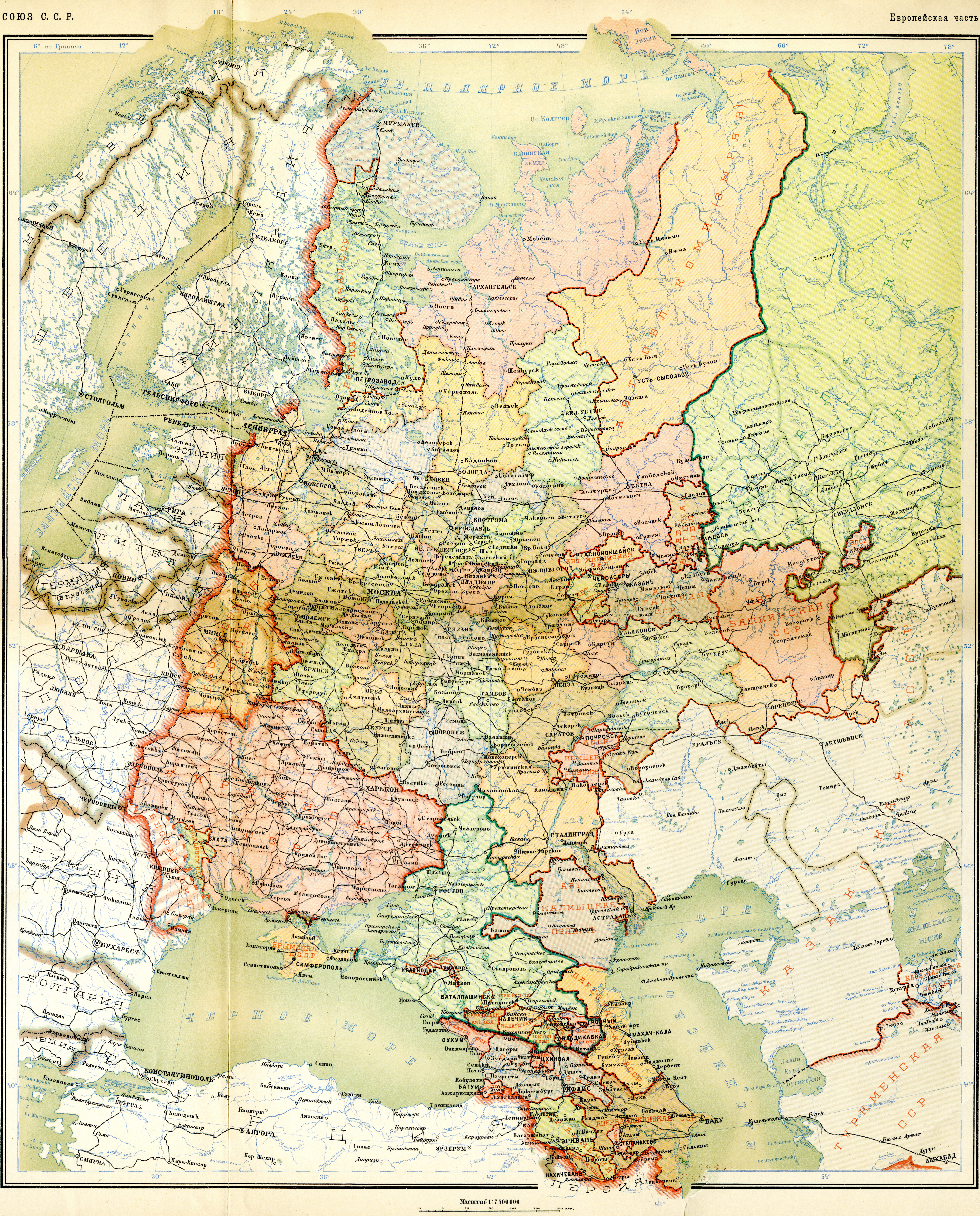
Нагорный Карабах(АОHК) на карте Советского Союза 1928 года

В советский период руководством Армянской ССР неоднократно поднимался вопрос о передаче Нагорного Карабаха в её состав. Новую остроту межобщинный конфликт приобрёл в годы перестройки (1987—1988), на фоне резкого подъёма национальных движений в Армении и Азербайджане. К ноябрю — декабрю 1988 года в этот конфликт оказалось вовлечено большинство жителей обеих республик, и он фактически перерос рамки локальной проблемы Нагорного Карабаха, превратившись в открытую межнациональную конфронтацию.
В 1991—1994 годах эта конфронтация привела к масштабным военным действиям за контроль над Нагорным Карабахом и некоторыми прилегающими территориями. 5 мая 1994 года был подписан Бишкекский протокол о перемирии и прекращении огня между Арменией и самопровозглашённой Нагорно-Карабахской Республикой (НКР) с одной стороны и Азербайджаном — с другой.
Результатом вооружённого конфликта стали его «замораживание» и фактическая независимость НКР от Азербайджана. Под контроль НКР перешли 92,5 % территории бывшей Нагорно-Карабахской автономной области и так называемая «зона безопасности» — районы, административно не подчинённые автономной области, но окружающие её территорию. Конфликт привёл к значительным этническим изменением в регионе. Из зоны, охваченной боевыми действиями, бежали все проживавшие здесь азербайджанцы и курды. Азербайджан покинули почти все жившие за пределами зоны армянского контроля армяне, Армению — почти все азербайджанцы.
В 2020 году, после многолетнего шаткого перемирия, между сторонами вновь вспыхнул вооружённый конфликт, длившийся полтора месяца. По его итогам было подписано заявление о прекращении огня, согласно которому вся «зона безопасности НКР» (за исключением Лачинского коридора), а также значительная часть территории бывшей Нагорно-Карабахской автономной области (включая город Шуша), перешли под контроль Азербайджана, а в оставшуюяся зону были введены российские миротворцы.
В конце 2022 года Азербайджан начал блокаду Нагорного Карабаха, перекрыв Лачинский коридор — единственную транспортную дорогу, связывающую регион с Арменией, а в сентябре 2023 года он начал боевые действия против НКР, по результату которых глава НКР Самвел Шахраманян подписал указ о прекращении существования Нагорно-Карабахской Республики с 1 января 2024 года.

## С древнейших времён до I тыс. до н. э.
Древнейшие свидетельства пребывания неандертальцев на территории Нагорного Карабаха относятся к палеолиту (Азыхская/Азохская пещера).
Медный (точнее, медно-каменный) век на территории Карабаха наступил на рубеже VI—V тыс. до н. э.; тогда же распространились скотоводство и примитивное мотыжное земледелие и небольшие поселения с жилищами из сырцовых кирпичей. В эпоху ранней бронзы (III—II тыс. до н. э.) регион населяли носители Куро-аракской культуры, ещё относительно широко применявшие каменные орудия (топоры, вкладыши). Их сменили представители Ходжалы-кедабекской культуры (XIII—VII вв. до н. э.) поздней бронзы и раннего железного века, для которой характерны погребения в больших курганах, а также циклопические сооружения — менгиры и дольмены. В одном из курганов у Ходжалы была найдена агатовая бусина с именем ассирийского царя Ададнирари II, что, по мнению И. И. Мещянинова, свидетельствует о контактах культуры Закавказья с центрами Древней Месопотамии. Около 1000 года до н. э. в Карабахе, как и во всём регионе, научились получать железо и изготавливать железные орудия.

## Население правобережья Куры в I тыс. до н. э.

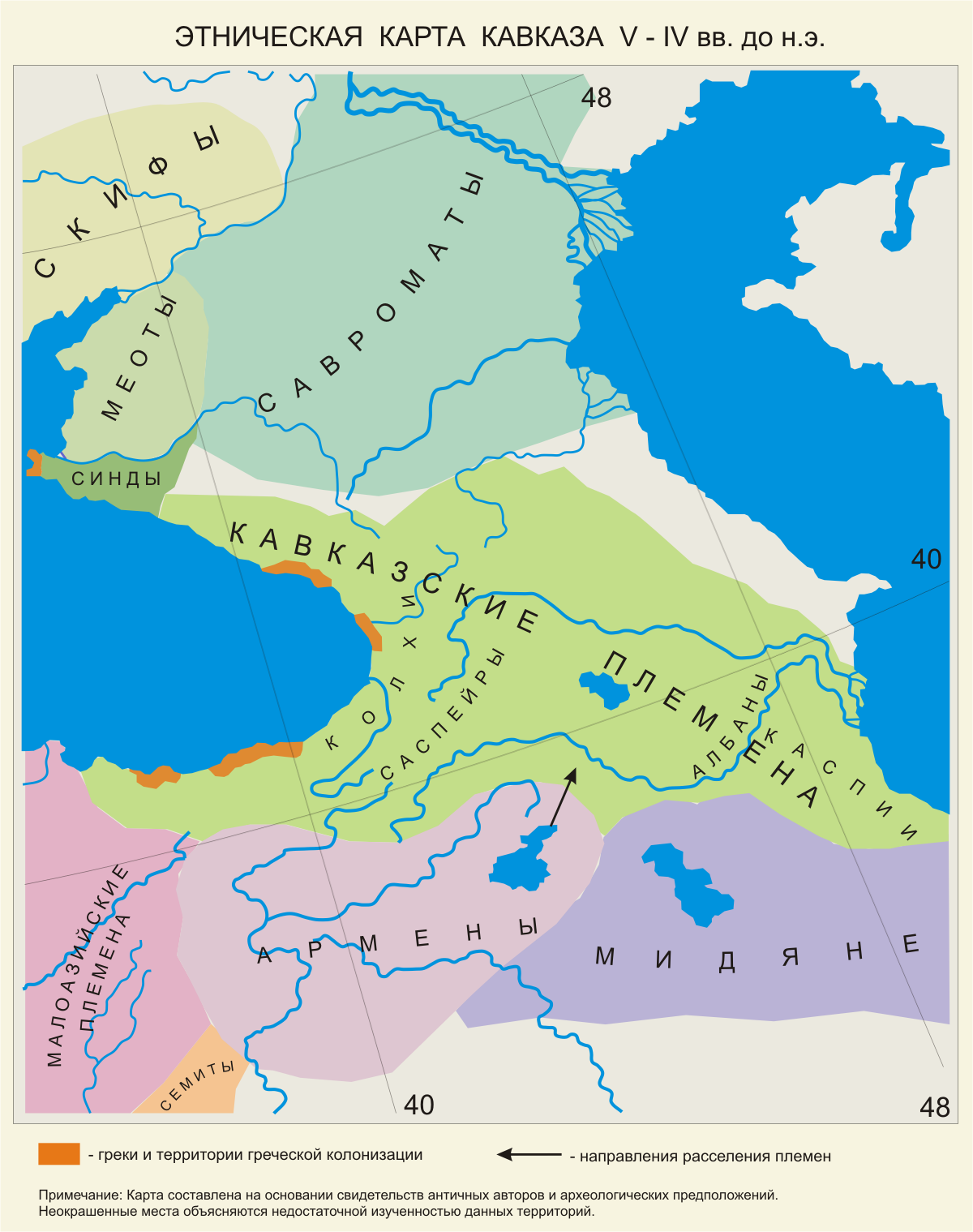
Этническая карта Кавказа в V—IV вв. до н. э. Источник — «Всемирная история», т. 2., М., 1956

Бог Халди выступил (в поход) со своим оружием (?), победил он страну Аркукини. Сардури говорит: выступил я (в поход) (и) завоевал страну Аркукини. Дошел (?) я до страны Уртехини.
В урартской клинописной надписи царя Сардури II (VIII в. до н. э.), найденной в селе Цовак (бывш. Загалу), упоминается страна Уртехе или Уртехини, расположенная юго-восточнее Севанского озера. По мнению армянских авторов, данный топоним является прототипом более поздних форм «Орхистена» (греч. Ὀρχιστηνή) и «Арцах» (арм. Արցախ).
На восточном побережье Севана, на территории более позднего Арцаха, также упоминается страна Пируаини, название которой соответствует имени хетто-лувийского бога Пируа, из чего следует, что часть раннего населения региона говорила на языке анатолийской группы.
В клинописной надписи из Сисиана периода правления царя Урарту Аргишти II (VIII—VII вв. до н. э.) упоминается город Амуша, который итальянский урартолог Мирьо Сальвини локализует на месте современного Ханкенди. Согласно Сальвини, надпись показывает продвижение Урарту в направлении к современному Нагорному Карабаху.
В VI в. до н. э. регион был завоёван Мидией, а затем перешел под власть Ахеменидской державы.
Как указывает Р. Хьюсен, автохтонным населением Арцаха и Утика были племена преимущественно неиндоевропейского происхождения, а в период длительного владычества Мидии и Ахеменидской империи в регионе поселились и ираноязычные племена. Энциклопедия Ираника на основе данных античных авторов утверждает, что миграции армян до берегов реки Куры имели место ещё в VII веке до н. э.
Современные армянские историки, ссылаясь на древнеармянского историка Мовсеса Хоренаци, сообщавшего, что область Утик составляла часть Армянского царства Ервандидов в конце правления Ерванда IV (ок. 200 г. до н. э.), датируют начало арменизации Карабаха IV веком до н. э. Возможность существования этой точки зрения допускал Р. Хьюсен, отмечая, что данные территории, вероятно, входили в состав Ервандидской Армении. В более ранней работе Р. Хьюсен датировал частичную арменизацию автохтонного населения Арцаха и Утика периодом вхождения этих регионов в Великую Армению после завоевания их во II в. до н. э. армянским царём Арташесом I. По его мнению, нет оснований полагать, что правобережье Куры, завоёванное Арташесом, на тот момент являлось армянским, а ссылаться на Хоренаци по вопросам древней истории следует с большой осторожностью. Французский историк-кавказовед Жан-Пьер Маэ называет IV век до н. э. датой начала арменизации правобережья Куры.

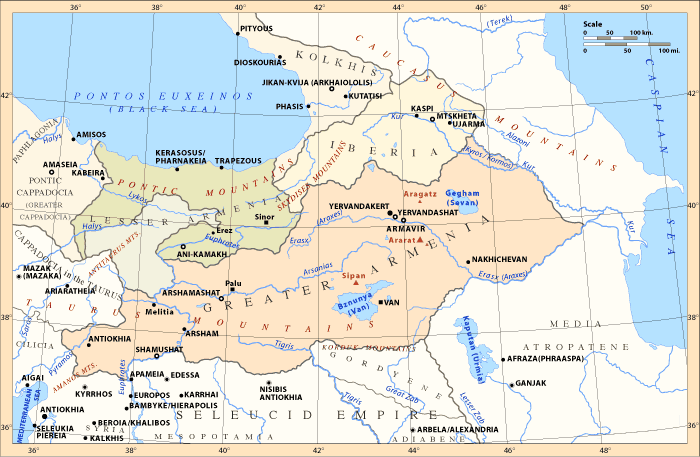
Великая Армения в период правления династии Ервандуни (IV—II век до н. э.) по версии Р. Хьюсена

О границах Ервандидской Армении (IV—III века до. н. э.) существуют разные точки зрения. Ряд западных авторов ограничивает восточные пределы Армении до II в. до н. э. долиной Аракса и озером Севан. Русский востоковед В. Ф. Минорский характеризовал территории к югу от Куры как занятые племенами кавказско-албанского происхождения, но захваченные армянами и арменизированные; эти территории вернулись под власть албанских правителей лишь после раздела Армении между Византией и Персией в 387 году.
Советские востоковеды также придерживались более поздней датировки процесса арменизации правобережья Куры, относя его к периоду Великой Армении. С. Т. Еремян, датировавший вхождение правобережья Куры в состав Великой Армении II веком до н. э., считал, что местное население было арменизировано к IV—VI векам н. э. и что во время присоединения области к Кавказской Албании население Арцаха уже было полностью армянским. По мнению К. В. Тревер, правобережье Куры, где обитали шаки, утии и гаргары-албаны, было захвачено Арташесом I во II веке до н. э., а в VII веке Арцах и большая часть Утика были уже арменизированы. А. П. Новосельцев полагал, что часть местного разноплеменного населения в приграничных с Албанией районах Армении была арменизированна в эпоху поздней античности, в период политической гегемонии Армении до её раздела в 387 году. Особо активными для этого процесса Новосельцев считает VII—IX века.
Тема древнего населения региона подвергалась ревизионистским трактовкам как в Азербайджане, так и в Армении. С одной стороны, ряд армянских историков вопреки традиционной точке зрения о родственном албанскому (кавказскому) населении правобережья Куры доказывал, что регион входил в Армению с VI века до н. э., следовательно армяне являлись там древнейшим этносом. В свою очередь, ряд азербайджанских историков в русле «всеобщей тюркизации» азербайджанской историографии заявляет, что племена, населявшие Кавказскую Албанию, изначально имели тюркское происхождение.

## Великая Армения. II в. до н. э. — 387 г. н. э.

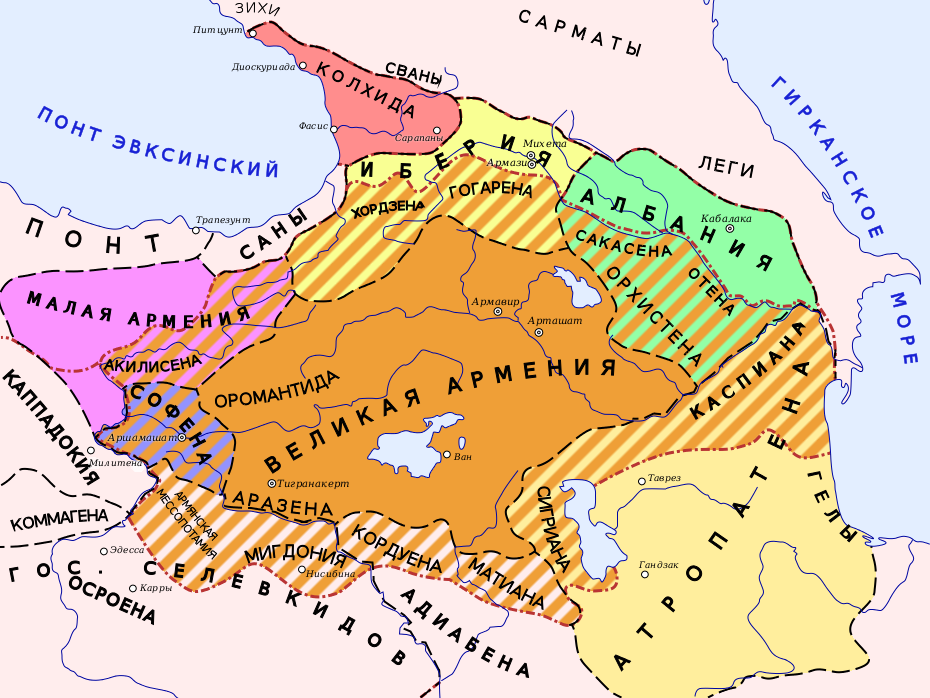
Закавказье в II—I вв. до н. э., «Всемирная история», Т.2, 1956 г.

Самое позднее с начала II века до н. э. до раздела Великой Армении в 387 году н. э., в течение примерно шести столетий, территория современного Нагорного Карабаха входила в состав армянского государства.
Когда именно Арцах впервые стал частью Армении, точно не известно. Согласно К. Тревер, правобережье Куры, где обитали шаки, утии и гаргары-албаны, было захвачено Арташесом I во II веке до н. э.. На момент возникновения границы Великой Армении по реке Кура государства Кавказская Албания ещё не существовало: считается, оно возникло в конце II или даже середине I в. до н. э.. А. П. Новосельцев, анализируя античные источники I в. до н. э. — II в. н. э. — Страбона, Птолемея, Плиния Старшего, Диона Кассия, Плутарха и др. находит в них только указания о принадлежности Арцаха Великой Армении и прохождении северо-восточной границы этого государства по реке Кура. У древнегреческого географа и историка Страбона регион упоминается в форме «Орхистена». Р. Хьюсен допускает, что это название может быть искажением формы «Артисахене». Опираясь на источники середины I в. до н. э. (времён походов Помпея), Страбон характеризовал Орхистену как «область Армении, выставляющую наибольшее количество всадников» («География», XI, XIV, 4).
В 2005 году армянские археологи обнаружили близ Агдама развалины города, которые они отожествляют с Тигранакертом, построенным Тиграном Великим в Арцахе в I веке до н. э. Утверждается, что в ходе раскопок были найдены остатки цитадели, руины христианской базилики V—VI веков, сотни предметов, аналогичных тем, что были найдены в Армении. По мнению армянских археологов, город просуществовал до XIII—XIV веков.
Принадлежность Арцаха в античности стала предметом острой дискуссии уже с середины XX века. Азербайджанские учёные (З. М. Буниатов; вслед за ним И. Г. Алиев и др.) выдвинули теорию, согласно которой сообщения античных авторов «неточны» и Арцах не постоянно входил в состав Армении, но переходил из рук в руки между Арменией и Кавказской Албанией или даже постоянно входил в состав Албании. Противники этой теории считают её частью кампании по фальсификации истории, проводившейся, по их словам, в Азербайджане ещё с советских времён.

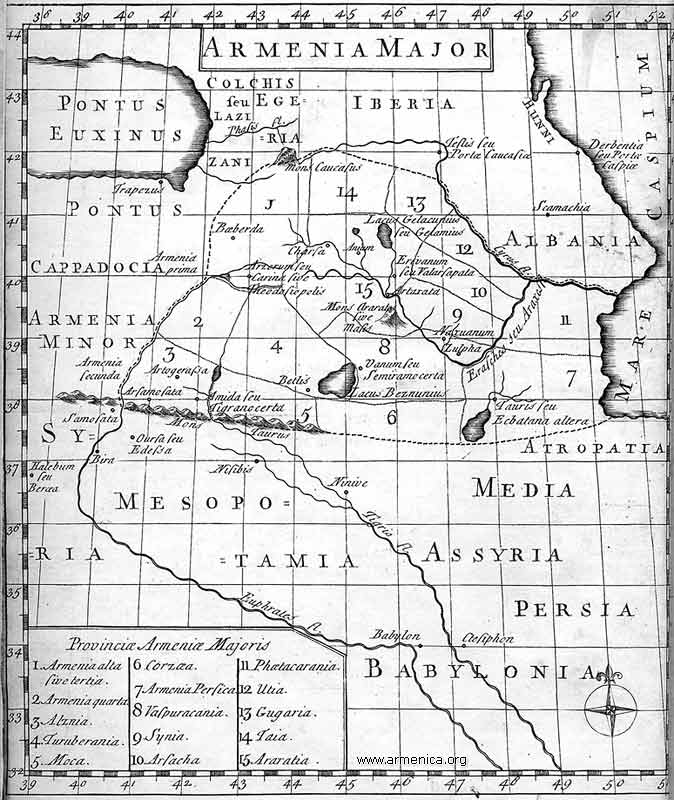
Арцах на карте Великой Армении, 1736 год, Лондон
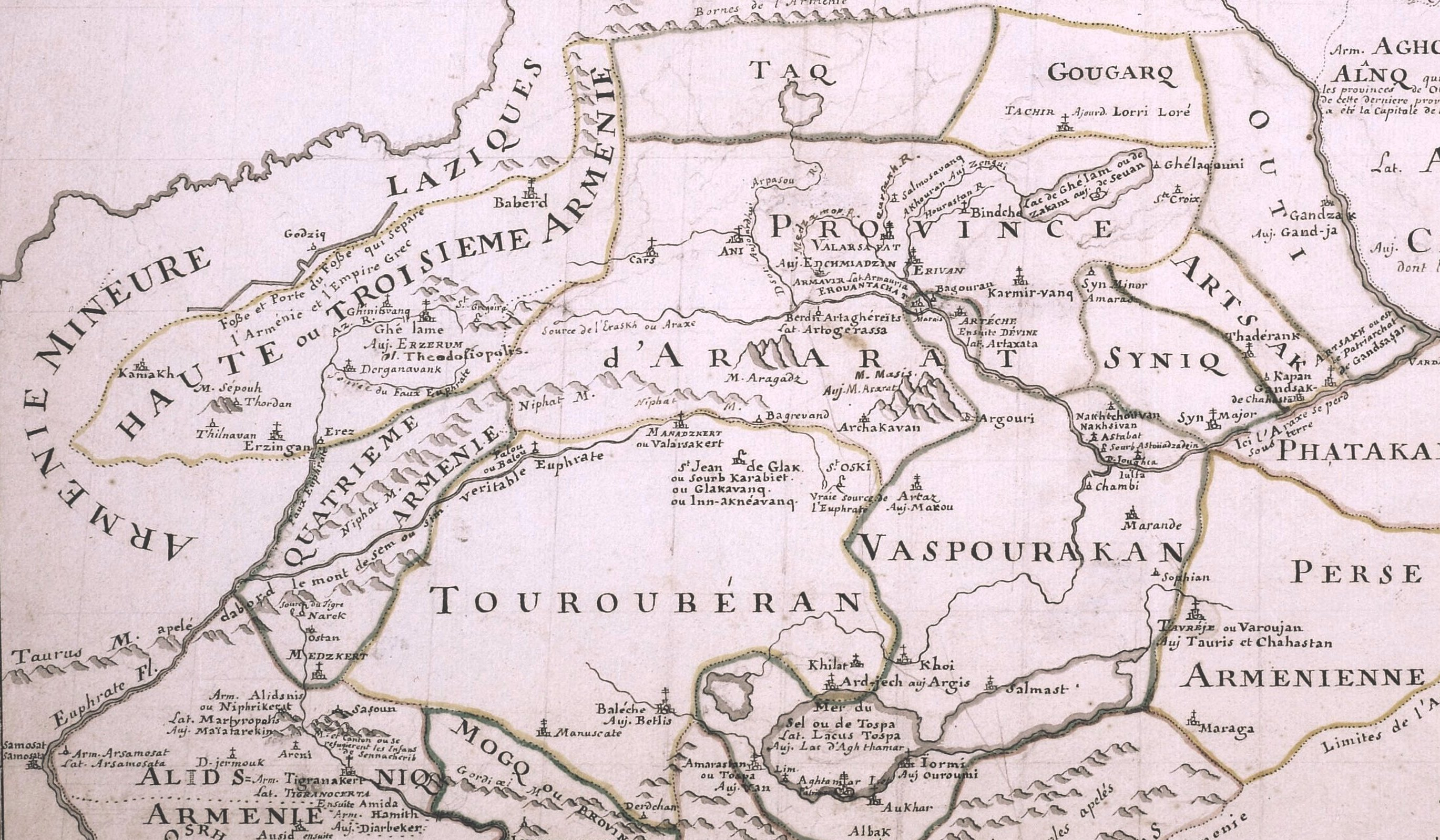
Арцах на карте Великой Армении, 1788 год, Франция
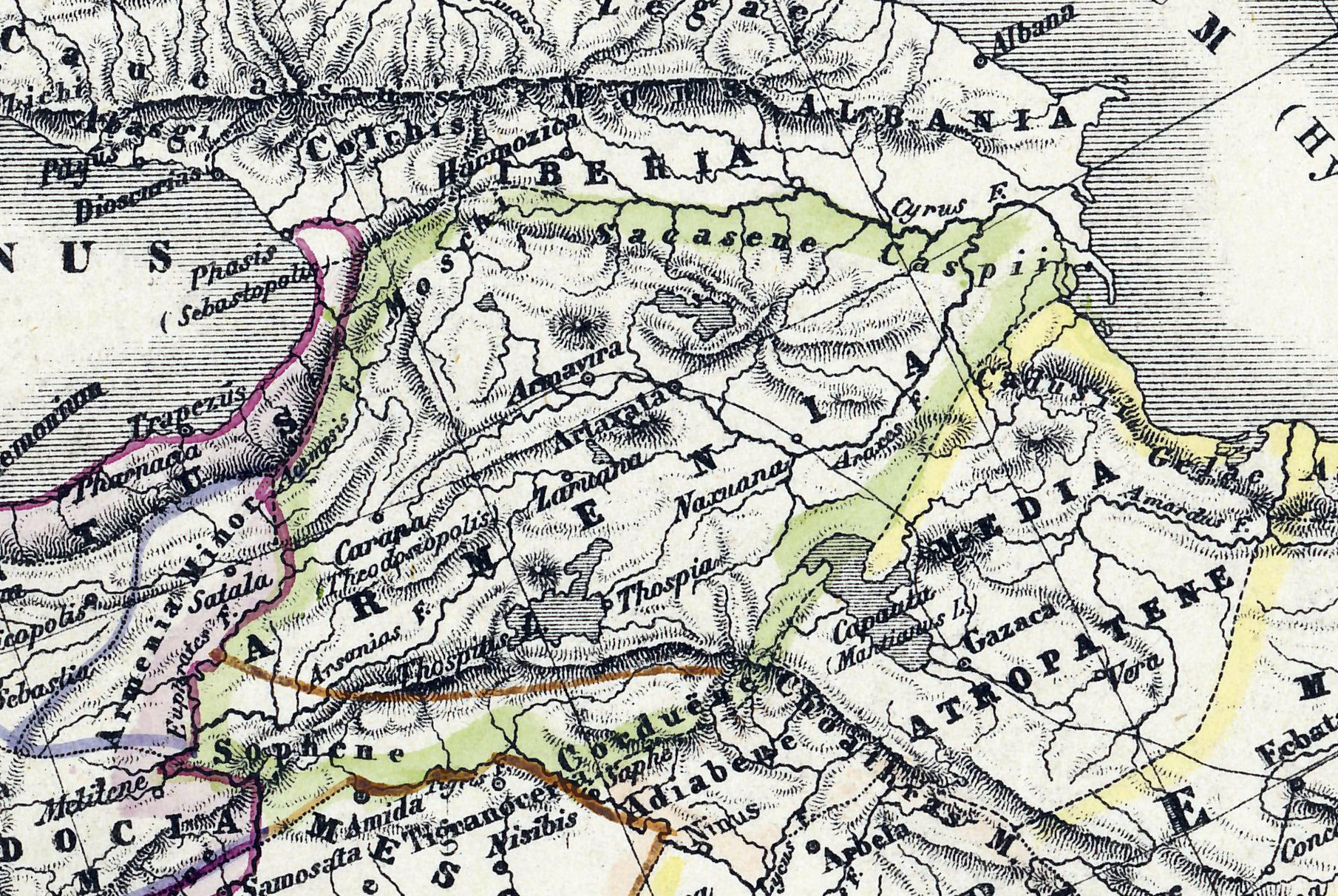
Карта Великой Армении (берлинское издание, 1869 г.)
Историческая карта античной Передней Азии, 1907 г.

В начале IV века просветитель Армении святой Григорий основал в Арцахе монастырь Амарас, ставший одним из главных центров армянской культурной и церковной жизни. В этом же монастыре вскоре был похоронен другой святой Григорий, внук Просветителя, убитый в Албании язычниками.
«Укреплённый гавар Арцах» упоминается Фавстом Бузандом в ряду областей, восставших в 360-х годах против армянского царя Аршака II; он был разгромлен и приведён к повиновению полководцем Мушегом Мамиконяном.

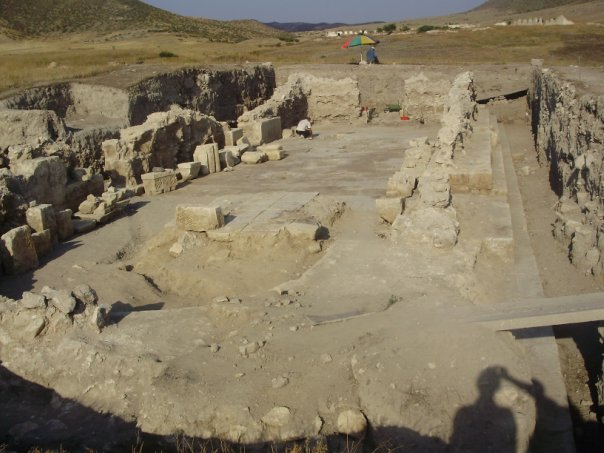
Руины города античной и средневековой эпохи близ г. Агдам, который отождествляется с Арцахским Тигранакертом, построенным либо в I веке до н. э. царём Великой Армении Тиграном II Великим, либо во время правления Тиграна I (фрагмент)

По данным Зоранамака Арцах должен был выставлять 1000 воинов в царскую армию.
В «Армянской географии» Анании Ширакаци (VII в.) Арцах числится десятой провинцией (нахангом) Великой Армении, разделённой на 12 гаваров (округов), с юга на север:
1. Парсаканк (Парзванк, по берегу Аракса),
2. Мюс Абанд (в нём находился монастырь Амарас),
3. Муханк,
4. Пианк (напротив Тигранакерта и нынешнего Агдама),
5. Харджланк,
6. Мец Аранк,
7. Бердадзор,
8. Мец Квенк,
9. Вайкуник (район нынешнего Кельбаджара),
10. Когхт (впоследствии Гюлистан, в советские времена — Шаумяновский район),
11. Кусти,
12. Парнес.

(карту см. здесь).
Однако там же указывается, что ко времени Анании он был «отторгнут от Армении».
На северо-восток от Арцаха простиралась провинция Утик, а на западе провинция Сюник.
Основываясь на сообщении армянского историка Бузанда о том, что армяно-албанская граница в 30-х годах IV в. уже не проходила по Куре, Новосельцев предположил, что Утик, Сакасена, Гардман и другие области могли не надолго перейти к Албании как к союзнице (или вассалу) Персии в войне с Римом в период военных успехов персидского шаха Шапура II и вновь вернулись Армении при царе Папе. Хьюсен также пишет о временной потере Арменией контроля над Арцахом в пользу Албании в 363—371 годах.

## Кавказская Албания. IV—VIII века
После раздела Армении между Ираном и Римской империей в 387 году области Арцах и Утик были включены в состав Албании. По сообщению автора VII века Ширакаци «…албанцы отторгли у армян области: Шикашен, Гардман, Колт, Заве и ещё 20 областей, лежащих до впадения Аракса в реку Кур». Присоединением областей правобережье Куры, от Хунаракерта до впадения Аракса в Куру, его пределы значительно расширились. Сама Албания подчинилась Ирану. Как отмечает «Всемирная история», армянское влияние на этих областях было особенно сильно из-за довольно долгого нахождения их в составе Великой Армении.
После переноса столицы из Кабалы в Партав в середине V века, в Албании процветала новая христианская культура, которая, однако, по существу была армянской. К концу V века албанский царь Вачаган III проводил политику, призванную усилить позиции христианства, вёл церковное строительство и учреждал школы. Арцах был одной из первых областей, где им были предприняты меры по искоренению зороастризма. Арцах упоминается также в связи с нашествием северокавказских народов на Закавказье в начале VI века. 
В конце VI века севернее Арцаха, в Утике, в области Гардман обосновалась династия Михранидов персидского происхождения. Оказавшись в армянской среде, Михраниды вскоре были арменизованы. 
Албания являлась полиэтническим царством. На правобережье Куры жили албанские племена и армяне, в северо-западных областях — грузинские племена. На рубеже VII—VIII веков Степанос Сюнеци сообщал о существовании арцахского диалекта армянского языка:
И также /следует/ знать все окраинные диалекты (զբառսն եզերականս) своего языка (զքո լեզուիդ), кои суть корчайский и хутский и Четвертой Армении и сперский и сюнийский и арцахский (զՍիւնին, եւ զԱրցախայինն), а не только срединный и центральный, ибо /и диалекты/ эти пригодны для стихосложения, а также для истории полезны
Царство Албании было ликвидировано персами в 461 году, затем восстановлено и вновь ликвидировано в 510 году, вновь восстановилось в 630 году и было окончательно уничтожено арабами в 705 году.
В середине VI века был образован Албанский (Агванский) католикосат. В 705 году Албанский католикосат вступил в унию с Армянской церковью и окончательно стал её частью.

## Армянский эмират. VII—IX века
В 651 году армянский полководец Теодорос Рштуни добровольно признал сюзеренитет Арабского халифата в обмен на признание его автономным князем Армении, Грузии и Албании. Армения управлялась эмиром или вали, ставка которого находилась в Двине (Дабиль в арабских источниках), чья роль, однако, ограничивалась вопросами обороны и сбора налогов. По большей части страна управлялась местными армянскими князьями нахарарами. Официально провинция была создана в правление халифа Абд аль-Малика в 701—705 годах. Арран вошел в состав наместничества Арминия. Армянский эмират (аль-Арминия) был разделён на 4 региона:
1. Арминия 1-я — Арран, ас-Сисаджан, Ширван и Дербент
2. Арминия 2-я — Джурзан (Иверия)
3. Арминия 3-я — северная и юго-восточная Армения
4. Арминия 4-я — юго-западная Армения

Хоть в Армении и правила фактически династия Рштуни, платившая дань арабам, но управление в Арцахе было в руках княжеского рода Михранидов, признававших власть Рштуни. В 822 году последний представитель династии Михранидов был убит, а правление прежней армянской династии Араншахиков вновь восстановлено. К. Босуорт отмечал, что армянский князь Шеки Сахл Смбатян «расширил свою власть над Арраном». В арабских источниках последний иногда упоминался в форме Сахл ибн Сунбат ал-Армани. Согласно В. Шнирельману, суверенитет Араншахиков ограничивался только горными районами. Арцах принимал участие в общих армянских восстаниях против Арабского халифата. В числе депортированных в 852 году в Месопотамию армянских князей Ат-Табари упоминал хаченского князя Адар-Нарсе ибн Исхак аль-Хашини.
Как отмечает большинство специалистов, топоним «Агванк» (Алуанк, Агвания, Албания, Арран), распространявшийся в средние века и на территорию населенного армянами Нагорного Карабаха, нельзя считать идентичным античной Кавказской Албании. По мнению учёных, к этому времени Арцах несомненно был армянской областью и термины «Албания» или «албанский» не имели какого-либо этнического содержания и являлись всего лишь историческим пережитком. Матфей Эдесский отмечал, что Албанию в его время называли «Глубинной Арменией». Как пишет В. Шнирельман,  сохранившийся термин «Албанская церковь», например, было ничем иным, как результатом консервативности церковной традиции. А. Новосельцев отмечает, что с IX века «страна алван» армянских источников обозначало лишь географические границы юрисдикции алванского католикоса — одного из иерархов армянской церкви. В. Шнирельман и С. Юшков полагают, что «Страна Агванк» Мовсеса Каганкатваци уже не была идентична изначальной Кавказской Албании. Местные правители, титуловавшиеся  иногда как «албанские князья», во всех исторических источниках идентифицировали свою этническую принадлежность как армяне.

## Хаченское княжество. Тюркские миграции. X—XVI века
|                                                                      |  |
| Армянские монастыри Гандзасар (1216—1238 годы) и Дадиванк (1214 год) |  |

Путь из Берда’а в Дабиль идёт по землям армян, и все эти города в царстве Санбата, сына Ашута
В нагорной части современного Карабаха на рубеже IX—X веков образовалось армянское княжество Хачен.  Самое ранее упоминание топонима относится к X веку (от армянского корня хач — крест). С начала IX века, после падения династии Михранидов, резиденция правящей династии Сюни находилась в крепости Хачен в области Мец Аранк. Из-за распространения власти этого рода на весь обширный регион, как Мец Аранк, так и остальной Арцах постепенно начали именоваться Хачен. Первым правителем собственно Хаченского княжества Р. Хьюсен считает Атрнерсеха, который властвовал над «всей горной страной на юго-восточных склонах Армянского нагорья». В начале X века они стали вассалами армянских Багратидов. Хачен упоминается также в византийских источниках. В книге «О церемониях» императора Константина Багрянородного к названию области добавляется «Армения» (др.-греч. ’Άρχων τοΰ Χατζιένης), что подчёркивает его принадлежность к армянской стране. На рубеже X—XI веков область вновь была подчинена Армении шахиншахом Гагиком I.
В 1045 году византийцы уничтожили Армянское царство, а в 1064—1071 года Армения была завоевана сельджуками. Как отмечают «Британская энциклопедия» и российские специалисты, Хачен остался одним из немногих мест, где в этих условиях сохранилась армянское правление. Здесь уцелели военный и церковный институты Армении, развивалось образование. В последовавшие эпохи владычества монголов, туркоман и Сефевидов Хачен сохранил свое положение армянского политического образования и автономию. Это осозновали и деятели средневековья. Говоря о сохранившемся Хаченском княжестве, выдающийся средневековый армянский историк и правовед Мхитар Гош, например, мечтал о восстановлении армянской государственности.
Во времена владычества эламитян Армянское царство давно уже было окончательно низложено, а остатки ишханов, лишенные всего, рассеявшись, скитались по всей стране, отказываясь повиноваться друг другу; особенно те, кто жил в неприступных твердынях страны Арцах.
Начиная с XI века несколькими волнами Восточное Закавказье подверглось нашествию огузов-сельджуков и других тюркских племен. Часть тюркских племен, осевших на равнинных землях между Курой и Араксом (Мильско-Карабахская равнина), впоследствии, смешавшись с местным иранским и кавказским населением, составили основу будущего азербайджанского этноса.
С XIII по XVIII века граница гор и равнин оформила границу между оседлым христианским (армянским) населением, доминировавшим в горах, и мусульманским кочевым населением, доминировавшим на равнинах, при этом поднимавшимся сезонно в горы по устоявшимся маршрутам. Как отмечает А. Ямсков, большинство современных исследователей не считают кочевников полноценным населением сезонно используемой ими территории, эта территория являлась собственностью только оседлого населения.
Согласно А. Ямскому, тюрки-кочевники зимовали в Равнинном Карабахе, а летом откочёвывали на пастбища Нагорного Карабаха, где они проводили 4-5 теплых месяцев в году. Свидетельства использования вторгшимися в Восточное Закавказье монголо-татарами нагорной части Карабаха в своих сезонных перекочёвках из муганских степей к озеру Севан оставил армянский историк XIII века Киракос Гандзакеци. Подобный хозяйственный уклад сохранился в регионе вплоть до XX века. По мнению Ямскова таким образом вся высокогорная часть Карабаха на протяжении нескольких веков в тёплые месяцы года находилась в использовании у тюрков-скотоводов.
В дальнейшем в Карабахе развились две идентичности на армянской и тюркской основе — карабахских армян и карабахских азербайджанцев.

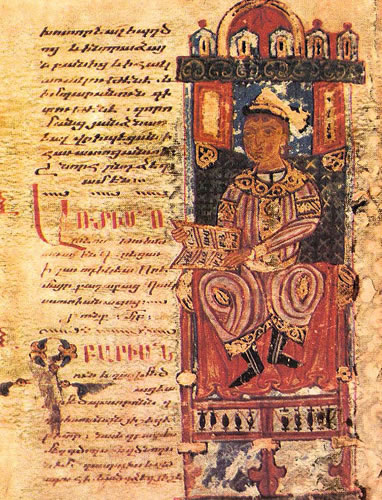
Князь Вахтанг Тагаворазн, миниатюра XIII века

В 1142 году сюзереном Хачена становится сын Вахтанга Сакара Гасан Кронаворял, а в 1182 году — сын последнего Вахтанг Тагаворазн. В конце XII века Хачен делился на три области — Нижний Хачен, Атерк и Верхний Хачен (Цар). На рубеже XII—XIII веков Хачен, наряду с другими областями закавказской Армении, был освобождён от сельджуков Закарянами. В начале XIII века владение сюзеренов Атерка ослабло, а в 1214 году, после смерти князя Вахтанга Тагаворазна, его земли были разделены между Нижним и Верхним Хаченом, где правят армянские княжеские династии Гасан-Джалалян и Допян — ответвления потомков Сахля Смбатяна. На короткое время сюзеренство было передано Верхнему Хачену, где правила княгиня Доп, сестра Иванэ и Закаре Закарянов, однако уже в 1216 году сюзеренство переходит Гасан-Джалал Доле. Его современник, историк Киракос характеризовал последнего, как «мужа благочестивого, богобоязненного и скромного, армянина по происхождению».
Карабах впервые подвергся монгольским нашествиям в 1220—1221 годы. В 1236 году регион был окончательно завоеван. По словам А. Якобсона «сопротивление монголо-татарским захватчикам и борьба с ними наполнили всю историю независимого хаченского княжества». Арцах подчинился Чагатаю Нояну. Земли Хачена вместе с крепостью Хоханаберд перешли непосредственно Чугбуга Нояну. С. Тихвинский отмечал, что Гасан-Джалал, укрепившись в крепости Хоханаберд, оказал ему героическое сопротивление. Не сумев захватить крепость, монголы заключили мир с армянским князем, признавшим себя их вассалом. По мнению Б. Дашдондога, на Гасан-Джалала, как и некоторых других армянских князей, повлияло аналогичное решение верховного князя северо-восточной Армении Авага подчиняться монголам. С тех пор политическое влияние князей  Хачена окрепло. Как отмечают известные российские специалисты, Хачен становится также одним из центров армянской духовности и национальной культуры. Развиваются армянская архитектура, миниатюрная живопись и хачкарное искусство. Регион продолжает сохранять свою автономность. Рассказывая о периоде монгольских завоеваний историк начала XIV века Гетум отмечал:
Завоевали всю Азию, кроме царства Абхазии, что в Грузии и кроме царства армян в области, которая называется Алуен (Աղուեն). Только эти две провинции могли противостоять саракиносам (сарацинам) и не хотели вовсе подчиняться им и так они превратились в убежище для всех христиан, которых преследовали саракиносы, заставляя подчиняться законам Мухаммеда
Гасан-Джалал правил до 1261 года и известен как основатель главного монастыря области — Гандзасара, а также как родоначальник династии Гасан-Джалалянов. Он был убит по приказу Аргун-ака, служившего ильхану Хулагу. В 1250 года в Верхнем Хачене, в селении Цар, вспыхнуло крестьянское движение.
«...это область (вилайат), трудно доступная, среди гор и лесов; принадлежит к округам (агмал) Аррана; там есть армяне (в персидском оригинале — население «есть армянское»); люди Абхаза (Грузии) называют их падишаха тагавер»
В XIII — начале XIV века видными князьями Верхнего Хачена являлись Григор I Допян, Гасан II и Григор II. После смерти последнего политическое влияние Допянов ослабло. Верхний Хачен крайне пострадал от нашествия Тамерлана в конце XIV столетия, когда были убиты князь Гасан III вместе с 6 сыновьями. В 1380-е годы хан Тохтамыш уводит в плен из Арцаха, Сюника и Парскахайка десятки тысяч армян.
Обширная территория от равнин до гор между реками Кура и Аракс получила тюрко-иранское название Карабах («чёрный сад»). Это название впервые упоминается в середине XIV века в «Нусхат аль-кулуб» Хамдаллаха Казвини и, по мнению В. Минорского, возможно, связано с исчезнувшим одноимённым тюркским племенем. Согласно другой точке зрения, высказанной армянским историком Б. Улубабяном, название Карабах происходит не от kara bağ — «чёрный сад», а имеет тюрко-армянское происхождение и образовано от Łara Bałk' — «Великий Багк» (по названию восточного армянского царства Ктиш-Багк). Американский историк Р. Хьюсен считает такую этимологию вероятной.
Вне зависимости от количества родственных княжеских домов Хаченское княжество всегда представлялась единым, признавая сюзеренитет одной из династических ветвей.
В XV веке Хачен входил в состав туркоманских государств Кара-Коюнлу и Ак-Коюнлу. Известно, что правители Кара-Коюнлу и Ак-Коюнлу признавали церковные права «армян Гандзасара в Агванке». В XIV—XV веках Гасан-Джалаляны сохранили свои владетельские права в Хачене. В XV веке, в эпоху Джаханшаха, из армянских областей лишь в Арцахе и Сюнике продолжали править армянские феодалы. Джаханшах рассматривал их в качестве своей субрегиональной опоры. Первым европейцем побывавшим в Карабахе был немецкий путешественник Иоганн Шильтбергер, который посещая край в 1405 году, так описывал Равнинный Карабах:
Я также провёл много времени в Армении. По смерти Тамерлана, попал я к сыну его, владевшему двумя королевствами в Армении. Этот сын, по имени Шах-Рох, имел обыкновение зимовать на большой равнине, именуемой Карабаг и отличающейся хорошими пастбищами. Её орошает река Кур, называемая Тигр, и возле берегов сей реки собирается самый лучший шёлк. Хотя эта равнина лежит в Армении, тем не менее она принадлежит язычникам, которым армянские селения принуждены платить дань. Армяне всегда обходились со мною хорошо, потому что я был немец, а они вообще очень расположены в пользу немцев (нимиц), как они нас называют. Они обучали меня своему языку и передали мне свой «Патер ностер»
Династия Гасан-Джалала в этот период не пресеклась, и позднее в XVI—XVIII вв. её представители сохраняли титул меликов в ряде мелких княжеств Нагорного Карабаха. Особый вес роду Гасан-Джалалянов давало также то, что под их эгидой находилась армянская святыня, духовный центр области Гандзасарский монастырь.

## Сефевидское владычество. Карабахское беглербекство. XVI—XVIII века
В начале XVI века Хачен вошёл в состав государства Сефевидов. Административно округ Хачен находился в составе Карабахского беглербегства (впоследствии Карабахского и Гянджинского ханства), которым правил род Зиядоглы из племени каджаров. Их власть, однако, распространялась главным образом на Равнинный Карабах, население которого было мусульманизировано и тюркизировано, тогда как Нагорный Карабах, где продолжали жить армяне, остался в руках армянских правителей. И. Петрушевский пишет, что при владычестве кызылбашей армянские мелики Гасан-Джалаляны сохранили своё положение меликов округа Хачен. В турецкой официальной грамоте отмечалось, что население горных селений Карабаха «из племени армян». 
В Нагорном Карабахе первыми сефевидскими тиюлями (феодальными владениями) были Варанда и Дизак . В 1508—1509 годах и 1510—1511 годах эти тиюли были отданы карабахскому беглербеку Пири-беку Каджару. Кадастровые переписи, проведённые в конце XVI века, показывают, что несколькими десятками сёл в Дизаке и более чем 120 сёлами в Варанде руководили, в основном, местные армянские правители. С армянского населения, как с христиан, брались дополнительные налоги. Фискальные данные тех лет указывают, что Варанда и Дизак входили в состав административной провинции Азербайджан (см. статью про использованию этого топонима).
В течение XVI века кочевники Карабаха объединились в конфедерации игирми-дёрд («двадцать четыре») и отуз-ики («тридцать два»). Эти две конфедерации были основными союзниками Сефевидов на севере Азербайджана. Османы, которые короткими периодами завоевывали Карабахское беглербекство, провели здесь две переписи населения (тахрира) — 1593 и 1727 года — которые дают подробные списки племён. Например, в переписи 1593 года сообщается о племени баят, переселенцев из северной Сирии, которые кочевали в области Джалаберта.
Согласно данным 1727 года, племя джеванширов имело пастбища в Баяте, Дизаке, Кашатаге, Варанде и Хачене; племя отуз-ики имело пастбища в Баяте, Варанде, Инджеруде, Хачене и Джалаберте; ветвь софулу племени устаджлу проживала в Хачене. Ряд племён также занимались в нагорной части Карабаха сельским хозяйством — оймаки бегахмедли и зангишалы из отуз-ики, например, наряду с другими территориями, также в Джалаберте; джеванширские оймаки: яглевенд, дедели, таматлы, кечегёзлу, сеидахмедли, карыбенд, сеидмамедли, карабурунлу — в Дизаке, софулу — в Хачене, шейхбабалы — в Кашатаге.
Кроме того, в переписи 1727 года фиксируется ряд осёдлых мусульманских сёл в Нагорном Карабахе. Больше всех их было в Дизаке: Сулейманлы, Каргабазар (ещё в советское время в селе сохранялись мечеть XVII века и каравансарай 1681 года), Джуварлы и еще порядка двадцати сёл. В магале Джалаберт из населённых мусульманами было село Гюлаблы, в Варанде — Асзор, Гаджиозу, Абдал.

### Меликства Хамсы
От великого армянского государства осталась после шаха Аббаса пред двумя веками самовластная провинция Карабаг. В ней ныне известные пять меликов.

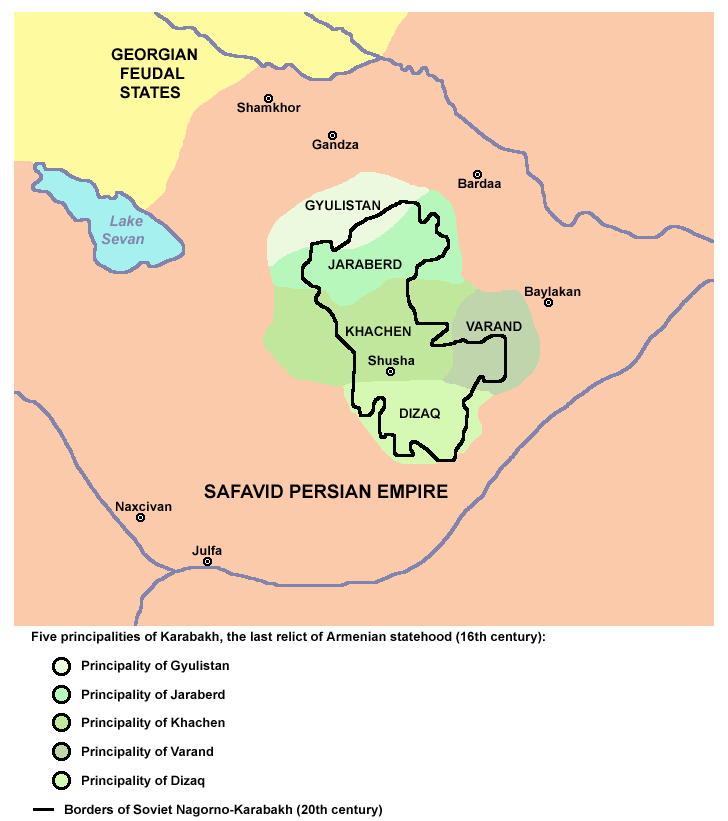
Армянские меликства Хамсы, XVII—первая половина XVIII века

В XVI—XVII веках Хаченское княжество распалось на пять небольших княжеств — меликств, которые, соответственно, именовались «Хамса» — от арабского хамса (араб. خمسة‎, «пятерик», «пятерица»). Просуществовавшие до второй половины XVIII века меликства Хамсы являлись последним очагом армянского национально-государственного устройства, при этом были зависимы от Карабахского беглербека и имели автономный или полуавтономный статус. «Энциклопедия ислама» отмечает, что в эпоху османо-сефевидского правления в армянских землях, полуавтономные феодальные владения в разной степени сохранились в горах Карабаха. Согласно «Британской энциклопедии», в тот же период «в Нагорном Карабахе объединение из пяти армянских меликов (князей) сумело сохранить свою автономию». Это, в свою очередь, способствовало сохранению армянских национальных традиций в регионе.
Из пяти меликских династий только правители Хачена Гасан-Джалаляны были коренными жителями Арцаха или происходили оттуда, тогда как остальные правители были выходцами из других регионов (впоследствии меликство Джраберд также перешло к местным властителям из рода Атабекянов). Это были (с севера на юг):
- Гюлистан[арм.], или Талыш, со столицами в одноимённых крепостях. Тамошние владетели Мелик-Беглеряны происходили от некоего Абова по прозвищу «Чёрный Абов», выходца из села Нидж в Ширване, человека простого, но сочинившего себе родословную, восходящую к албанским царям; это владение он получил от бардинского хана за то, что поймал известных разбойников[151].
- Джраберд[арм.][152] — столица — крепость Джраберд. Там правили Мелик-Исраеляны, происходившие от сюникского мелика Исайи, сына Исраела, который бежал сюда в 1687 году после убийства местного хана, обесчестившего его сестру[153];
- Хачен[арм.], осколок древнего княжества Гасан-Джалалянов, со столицей — крепостью Хоханаберд (Тарханаберд); там по-прежнему правила эта династия, из числа которой также происходили католикосы Агванка[154];
- Варанда[англ.] с крепостью Аветараноц; тамошние мелики Шахназаряны происходили от армянина Шахназара из Гегамского гавара, которого шах Аббас I сделал меликом за оказанные ему услуги[155]. Мелики Шахназаряны были одним из ответвлений коренного в Нагорном Карабахе рода Допян.
- Дизак[арм.] с крепостью Тох. Им правили Мелик-Аваняны, бывшие, собственно, ответвлением рода меликов Лори, армянонаселённой области в Грузинском царстве[156][157]. Дизакские мелики в дальнейшем были обращены в ислам и азербайджанизированы[158].

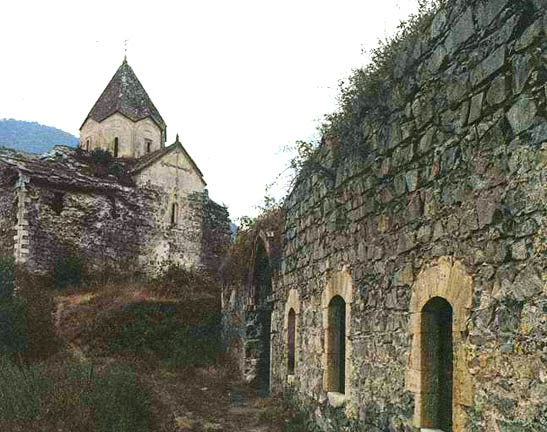
Армянский монастырь Ерек Манкунк, XVI—XVII века

К началу XVII века сефевидскими властями в район, расположенный между Нагорным Карабахом и Зангезуром (на территории современных Кельбаджарского, Кубатлинского и Лачинского районов Азербайджана) были переселены курдские племена. Этот шаг имел своей целью ослабить связи армянских правителей Нагорного Карабаха с основными армянскими территориями. Несмотря на это, в XVII—XVIII веках армянские меликства Карабаха составляли силу, с которой приходилось считаться их могущественным соседям.
В меликствах Хамсы возникла идея воссоздания независимого армянского государства. С этой целью направили в Европу Исраэля Орию, который пытался дипломатическим путём ходатайствовать за Армению сначала перед германским императором, а потом перед Петром I. События рубежа 1720-х годов — нашествие афганцев на Иран, падение власти Сефевидов и Каспийский поход Петра (1722—1723), казалось, обещали исполнение всех надежд.
При вести о начале русского похода в Хамсе немедленно была собрана 60-тысячная армия армянских меликов и грузин под командованием Давид-Бека. Однако вскоре началось турецкое вторжение в персидское Закавказье, и Пётр I был вынужден заключить с Портой Константинопольский договор, по которому султан признал приобретения России в Прикаспии, а Россия — права султана на Западное Закавказье. 

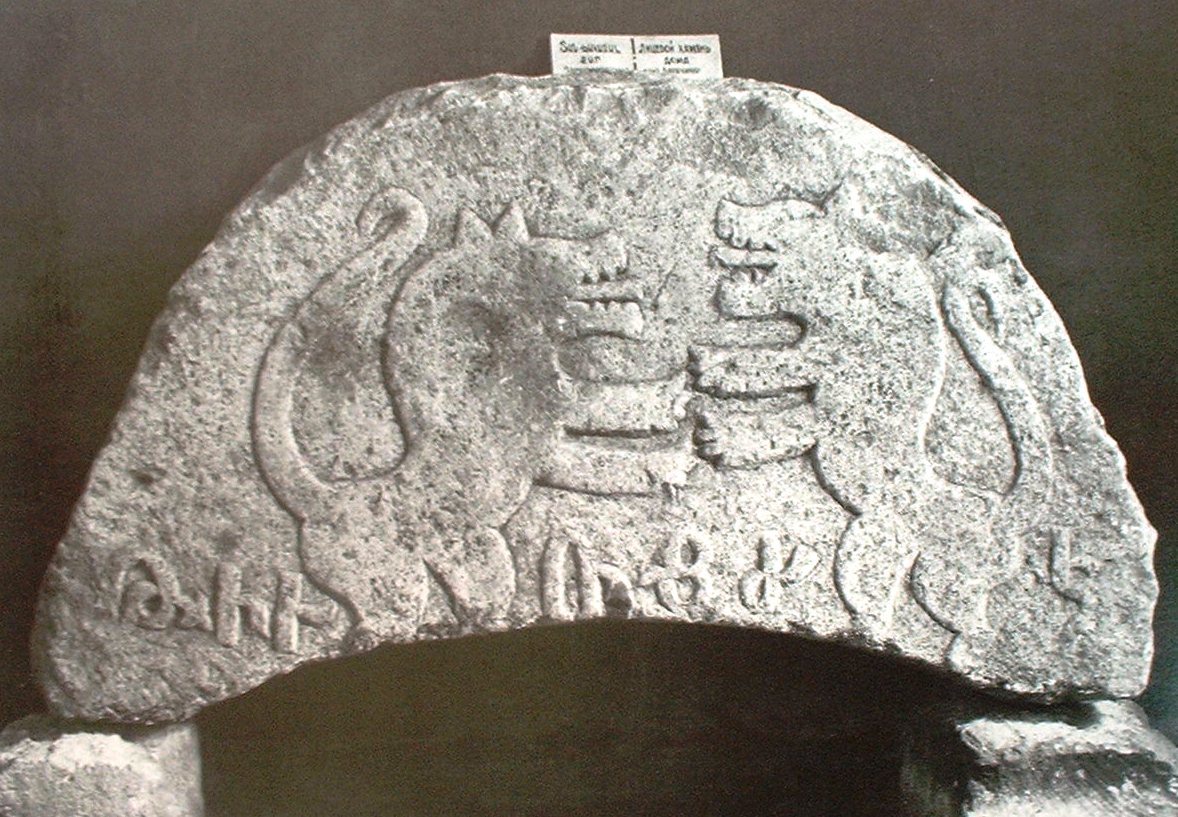
Герб Гюлистанского меликства с надписями на армянском языке

События времён турецкой оккупации (1723—1733) надолго остались в памяти армян Хамсы как годы жестокого разорения и вместе с тем героической борьбы. Армяне начали ожесточенную борьбу с турками, в этот период меликства Нагорного Карабаха стали фактически самостоятельными. Были созданы укреплённые лагеря. В 1733 армяне, ободрённые приближением персидского войска под командованием Надира, по сговору в одну ночь перерезали турецкое войско, стоявшее в Хамсе на зимних квартирах, при этом убив сераскира Сара Мустафу пашу. В 1734—1735 годах Надир отвоевал Восточное Закавказье у турок. По мирному договору 1735 года между Персией и Османской империей Армения и Грузия отошли к Персии.
В 1736 году на съезде в Муганской степи Надир был «избран» шахом. В то время, как он добивался персидского престола, гянджинские ханы, преданные дому Сефевидов, выступили против него. В наказание за это Надир-шах, утвердившись на престоле, в целях ослабления их власти переселил многих каджаров (племена отузики, джеваншир и кебирли) из Карабаха в Хорасан, а меликам Хамсы повелел, чтобы они «сбросили с шеи знати и простонародья цепи покорности гянджинским ханам и считали бы себя свободными от них и всякие свои прошения и требования направляли бы непосредственно на имя властелина». Во главе всей Хамсы он поставил дизакского мелика Авана (главного организатора заговора 1733 года) с титулом хана. Впрочем, Аван-хан вскоре умер. В 1747 году был убит Надир-шах. Его гибель привела к распаду созданного им государства и утрате самостоятельности меликств Хамсы.

## Карабахское ханство. 1748—1822
Карабахское ханство было создано Панах Али-ханом — основателем династии Джеванширов — в 1748 году, после распада государства Надир-шаха. С 1759 (1763) года ханством правил его сын — Ибрагим Халил-хан.
Сразу же после получения армянскими меликствами от Надир-шаха самостоятельности в благодарность за помощь в войне против Турции, их владетели увязли в междоусобных распрях, вылившихся в 20-летнюю войну. Мелик Варанды Шахназар, пытаясь взять верх над своими противниками, пригласил себе в союзники предводителя тюркского племени джеваншир Панах Али-хана, который к тому времени объявил себя правителем Карабахского ханства. В 1751 году Панах Али-хан основал в самом сердце Нагорного Карабаха Шушинскую крепость (по другой версии, она уже существовала и её сдал ему мелик Шахназар). Как сообщает в своей «Истории Карабаха» Мирза Джамал Джеваншир Карабахский, Панах-хан, утвердившись среди тюркских и курдских племён, «задумал подчинить себе армянские магалы Хамсе». Воспользовавшись междоусобиями среди армянских меликов, Панаху удалось подчинить их себе и сделать своими вассалами. Панах Али-хан сделал Шушу столицей ханства, тем самым впервые за свою историю Нагорный Карабах оказался под властью тюркского хана.

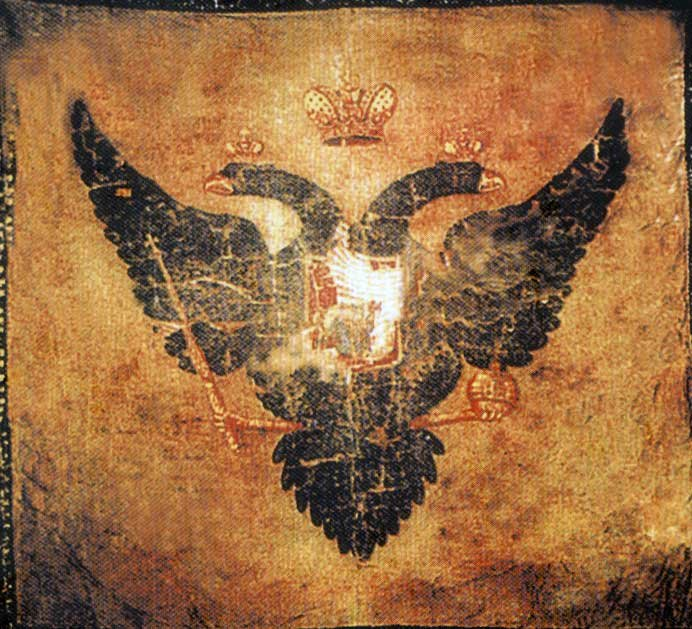
Почётное знамя Мехтикули-хана Карабахского, пожалованное российским императором Александром I

Не смирившись с создавшимся положением, армянские мелики искали союз с Россией. Была выдвинута идея создания Армянского царства с центром в Карабахе. Мелики Джраберда, Дизака и Гюлистана вступили в тайные сношения с Екатериной II и князем Потёмкиным. В 1783 году Потёмкин подавал Екатерине II проект о создании в Карабахе вассального России христианского княжества: «Не имев ещё повеления в<ашего> и<мператорского> в<еличества>, я дал резолюцию ген<ерал>-пор<учику> Потёмкину об Ибраим-хане Шушинском, сближающую его к повиновению. Тут предлежит разсмотрению, чтобы при удобном случае область его, которая составлена из народов армянских, дать в правление национальному и чрез то возобновить в Азии христианское государство, сходственное высочайшим в. и. в. обещаниям, данным чрез меня армянским меликам».
Однако Ибрагим Халил-хан, правивший Карабахским ханством после смерти своего отца, узнав о заговоре, в 1784 году нанёс превентивный удар по своим врагам — приказал схватить трёх непокорных меликов, заменил их своими ставленниками, разграбил Гандзасарский монастырь и отправил в тюрьму католикоса (который впоследствии был отравлен). Двум меликам, находившимся в заключении в Шушинской крепости, позднее удалось бежать. Они обратились за помощью к царю Картли-Кахетинского царства Ираклию II и начальнику русских войск в Тбилиси полковнику Бурнашеву. Вооружённому вмешательству со стороны России и Грузии помешала лишь начавшаяся в 1787 году русско-турецкая война. После этого мелики, опасаясь выдачи Ибрагим-хану, бежали из Тбилиси в Гянджу к Джават-хану. Джават-хан, враждовавший с Ибрагим-ханом, радушно их принял и выделил землю для расселения крестьян, которые будут выходить к ним из Карабаха.

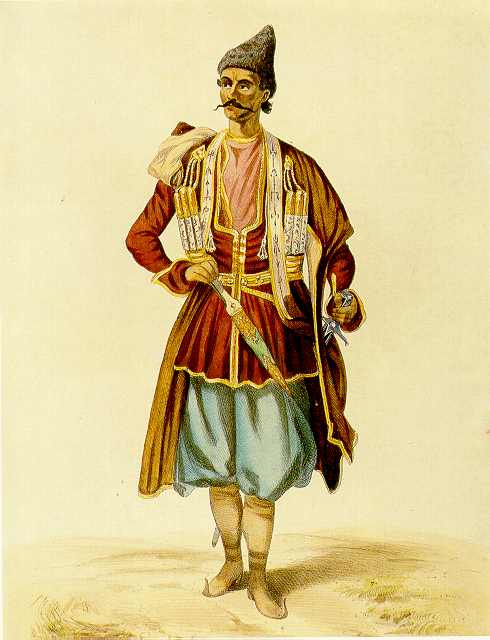
«Бек-татарин из Карабаха». Рисунок Г. Гагарина.

С образованием Карабахского ханства происходит усиленная миграция тюркских племен в Карабах и, наоборот, эмиграция из него армян. Вообще политика Ибрагим-хана привела к массовому бегству армян и депопуляции области. В самом центре армянской ранее Варанды, как указывалось, появился крупный тюркский анклав — Шуша. Уже при Панахе переселились «из Грузии и соседних ханств следующие кочевые общества: Пюсьянское, Карачарлинское, Джинлинское, Дамирчи-Гасанлинское, Кызыл-Хаджилинское, Сафи-Кюрдское, Бой-Ахметлинское, Саатлинское, Кенгерлинское и многие другие». С другой стороны, «сочувствовавшие Русским карабагские Армяне, боясь мести Персиян, переселились в числе 11 000 семейств в пределы России, на Северный Кавказ, в Кизляр и другие места».
В конце июля 1795 года 85-тысячная армия Ага-Мухаммед шаха Каджара осадила крепость Шушу, чтобы привести в покорность Ибрагим-Халил хана, который отказывался признавать власть персидского шаха. Осада крепости длилась 33 дня, однако благодаря самоотверженным действиям защитников крепости, как мусульман, так и армян, которыми руководили сам Ибрагим-Халил и его визирь известный поэт Молла Панах Вагиф, Ага-Мухаммед шаху не удалось взять крепость. Он был вынужден снять осаду и в августе двинулся на Грузию.
В 1797 году Ага-Мухаммед-шах вновь вторгся в Карабах. К тому времени положение Карабахского ханства было крайне тяжёлым: в стране свирепствовали голод и чума, и большинство жителей Карабаха было вынуждено в поисках хлеба перебираться в другие ханства. В такой ситуации карабахскому хану трудно было организовать оборону своей столицы, и ему пришлось бежать в Дагестан. Однако занявший Шушу Ага-Мухаммед шах был вскоре убит собственными слугами, и оставшаяся без предводителя персидская армия покинула Карабах.
Враждуя с пришедшей к власти в Иране династией Каджаров, Ибрагим-хан пытался заручиться поддержкой России. В 1805 году, после взятия русской армией Гянджи, он подписывает с командующим русскими войсками князем Цициановым Кюрекчайский договор, согласно которому «Его императорское величество, приемля с благоволением признание верховной и единственной власти его над владениями Ибраим-хана Шушинского и Карабагского, обещает именем своим и преемников своих, 1-е, народы тех владений почитать яко своих верноподданных, не различая нимало с населяющими обширную Российскую империю; 2-е, высокостепенного Ибраим-хана и его дому наследников и потомков сохранять беспеременно на ханстве Шушинском». Карабахский хан, со своей стороны, обязался послать двух сыновей заложниками в Тифлис, платить дань (8.000 червонцев в год) и выставлять, в случае необходимости, войско в 3 тыс. человек

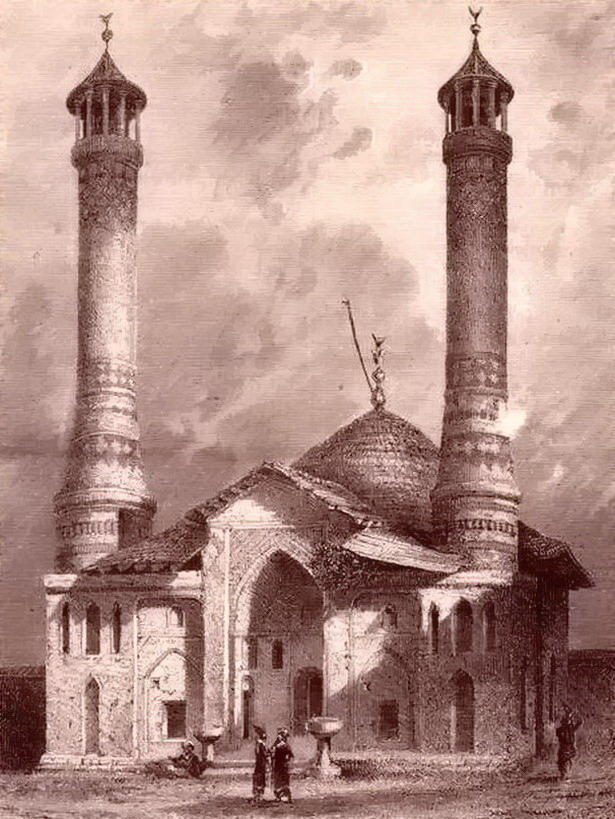
Верхняя мечеть Гевхар-аги (XVIII—XIX вв.) в Шуше (картина В. В. Верещагина, 1860 г.)

Тем не менее в следующем году командир русского гарнизона в Шуше подполковник Лисаневич, заподозрив Ибрагим-хана в намерении перебежать к персам, напал на лагерь хана под Шушой и убил самого хана и его людей, причём погибли и многие члены семьи. Из отношения графа И. В. Гудовича к министру военно-сухопутных сил С. К. Вязмитинову от 21 августа 1806 года: 
По рапортам мною полученным от командующего войсками в Грузии ген.-м. Несветаева открывается, что 17-го Егерского полку подполк. Лисаневич и бывший с ним майор Джораев, без побудительных причин, с отрядом егерей учинили нападение на Ибрагим-хана Шушинского, который, не имев при себе войска, кроме прислужников 35 чел. мужеска и женска пола и 1 жену с 3 малолетними детьми, находился по сю сторону кр. Шуши близ садов, на горе без всякого укрепления, и сам вышел из палатки на встречу отряда, не сделав ни одного выстрела; но егери начали стрелять и колоти штыками, где Ибрагим-хан убит и все бывшее с ним имение досталось в добычу учинивших нападение.
В то же день граф Гудович сообщил министру иностранных дел барону А. Я. Будбергу: 
Хан Карабагский, как видно из рапорта ген.-м. Небольсина, секретно разведывавшего о всех обстоятельствах сего важного происшествия, убит понапрасну подполк. Лисаневичем, об отдании коего под следствие я с сею же эстафетою всеподданнейше доношу Е. И. В.
Российские власти поставили во главе Карабахского ханства сына Ибрагима, Мехтикули-хана. Тем временем в 1813 году  по завершении русско-персидской войны 1804—1813 годов в карабахской крепости Гюлистан был подписан мирный российско-иранский договор, которым был признан переход Карабахского ханства под власть России. Однако в 1822 году Мехтикули-хан бежал в Персию, причём так спешно, что даже забыл в Шуше государственную печать. В 1826 году он вернулся в Карабах вместе с персидскими войсками. Началась новая война. Однако персы не смогли взять Шушу, которую отчаянно защищал русский гарнизон полковника Реутта при активной помощи местных армян, и в конце концов были изгнаны.
В 1822 году Карабахское ханство было упразднено и преобразовано в провинцию Российской империи. Управление провинцией было возложено на коменданта, назначенного российскими властями. Вместе с Ширванской, Шекинской и Талышской провинциями, Карабахская провинция входила в состав мусульманского округа, возглавляемого Военно-окружным начальником мусульманских провинций. Резиденция военно-окружного начальника находилась в Шуше. В 1840 году Карабахская провинция была переименована в Шушинский уезд, вошедший в состав Каспийской области. С 1846 года Шушинский уезд входил в состав Шемахинской губернии (в 1859 году переименованной в Бакинскую), а с 1867 года — в Елизаветпольскую губернию.

## Карабах под властью Российской империи. 1822—1918 годы

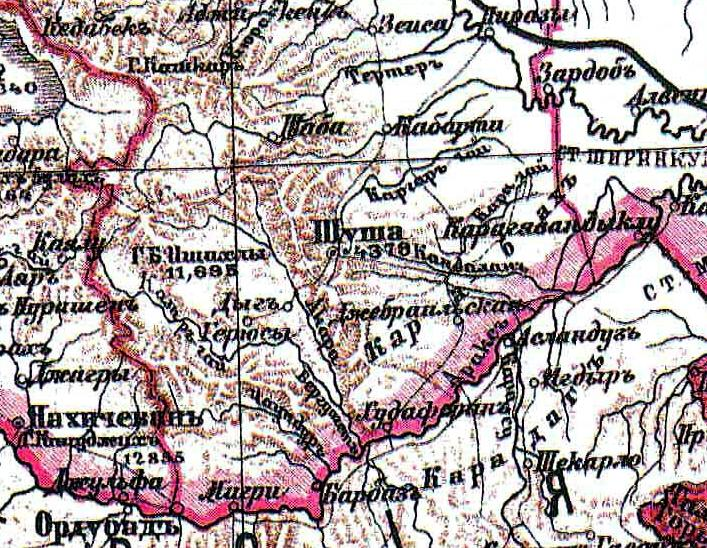
Карабах. Фрагмент карты Кавказского края, ЭСБЕ

После присоединения Карабахского ханства к России многие местные мусульмане эмигрировали в Персию, в то время как значительное число армян из Персии и Турции при поддержке российских властей переселилось в недавно присоединённые российские провинции, включая Карабах. Миграция армянского населения в Восточную Армению продолжалась до самого распада Российской империи. Но это движение мало коснулось Карабаха, особенно Нагорного. В докладной записке А. С. Грибоедова по вопросу переселения армян особо указывается на невозможность включения «в круг замыслов» Карабаха «и прочих областей, имеющих своё начальство и где особенной власти от давно учреждённых не могло быть допущено». Тем не менее в 1828 году в Карабах было переселено 700 армянских семей, в основном в Равнинный Карабах («Кн. Абхазов… сих людей поселил на развалинах древнего столичного града Армении, известного по летописи под именем Барда»); при этом 300 семей вернулось обратно, а значительная часть оставшихся погибла от эпидемии чумы. В Нагорном Карабахе (нынешний Агдеринский район) переселенцы из иранского города Мараги основали село того же названия. В дальнейшем сколько-нибудь значительных переселений в Карабах не наблюдалось. Д. И. Исмаил-Заде, подробно исследовавшая вопрос, отмечает:
«Направление репатриационных потоков было локализовано главным образом пределами Армянской области. Лишь незначительное количество армянских семей поселилось на пограничной территории соседней Каспийской области. Так, в ответ на вопрос начальника Каспийской области о количестве армян, переселившихся из Турции и Ирана в пределах области, местная администрация рапортовала о том, что армяне на вверенную им территорию не прибывали. Лишь в пограничную Карабахскую провинцию переселилось в 1840 г. 222 человека».
По данным переписей первой половины XIX века, около трети населения всей территории всего Карабаха (вместе с равнинной его частью до устья реки Кура) составляли армяне, и около двух третей азербайджанцы. Как отмечает американский историк Дж. Бурнутян, переписи тех лет показывают, что армянское население было, в основном, сосредоточено в 8 из 21 магалов (районов) Карабаха, из которых 5 составляют современную территорию Нагорного Карабаха, а 3 входят в современную территорию Зангезура. Таким образом, 35 процентов населения Карабаха (армяне) проживали на 38 процентах территории всего края, составляя абсолютное большинство в Нагорном Карабахе (более 90 %).
В начале XX века абсолютная численность армян в Карабахе оставалась стабильной, а относительная — сильно понизилась: «Докладные записки о выкупе надельных земель Закавказья» (1912) и сельскохозяйственная перепись 1917 года, дают те же 170 тысяч человек, что уже составляет 36 % населения всего Карабаха (как равнинного так и нагорного), тогда как мусульман (татар и курдов) стало 62 %. Это объясняется миграцией армян из Карабаха в большие города: только в Баку в начале XX века проживало 30 тысяч карабахских армян. Впрочем, не следует забывать, что эти цифры относятся ко всему Карабахскому ханству, включая Равнинный Карабах и Зангезур (Сюник). Что же касается только Нагорного Карабаха, то в нём в конце 1910-х проживало проживало 165 тысяч армян (71,4 %), 59 тысяч мусульман (25,5 %), из которых 20 тысяч жили в Шуше или его окрестностях, а также 7 тысяч русских (3,1 %) (данные других источников могут незначительно отличаться). На непосредственно территории будущей НКАО, которая соответствовала преимущественно армянской части Нагорного Карабаха, в 1914 году проживало 167,1 тыс. человек, из которых 81 % были армяне, 17.8 % азербайджанцы.
Однако и эти данные не дают полную информацию об этнической композиции Нагорного Карабаха и касаются только постоянного населения Нагорного Карабаха. Как указывает А. А. Мкртчян, хоть и в Карабахе этническая граница практически соответствовала физико-географической границе Нагорного и Равнинного Карабаха, проходя по западной окраине Мильско-Карабахской степи, в летние месяцы ввиду миграций азербайджанских кочевников этническая граница стиралась и в Нагорном Карабахе образовывалась широкая полоса со смешанным населением. Демографические изменения между летом и зимой в Нагорном Карабахе были существенные, так в конце 1890-х только 1/30 часть азербайджанского населения Равнинного Карабаха не поднималась в горы, как то Карабахский хребет (западная граница Нагорного Карабаха), Муровдагский хребет (северная граница Нагорного Карабаха), Зангезурский хребет (вне Нагорного Карабаха) и Карабахские возвышенности (вне будущей Нагорно-Карабахской автономной области). Однако А. Ямсков отмечает, что точка зрения на права кочевых народов считаться полноценным населением сезонно используемой ими кочевой территории, на сегодняшний момент не разделяется большинством авторов, как из постсоветских стран, так и из стран «дальнего зарубежья», включая и проармянские, и проазербайджанские работы; в российском Закавказье XIX века эта территория могла являться собственностью только оседлого населения. В то же время кочевые миграции не только вносят ясность в этническую композицию региона, но и позволяют лучше понять нежелание азербайджанцев передавать Нагорный Карабах Армении, когда с 1918 года начались территориальные споры.

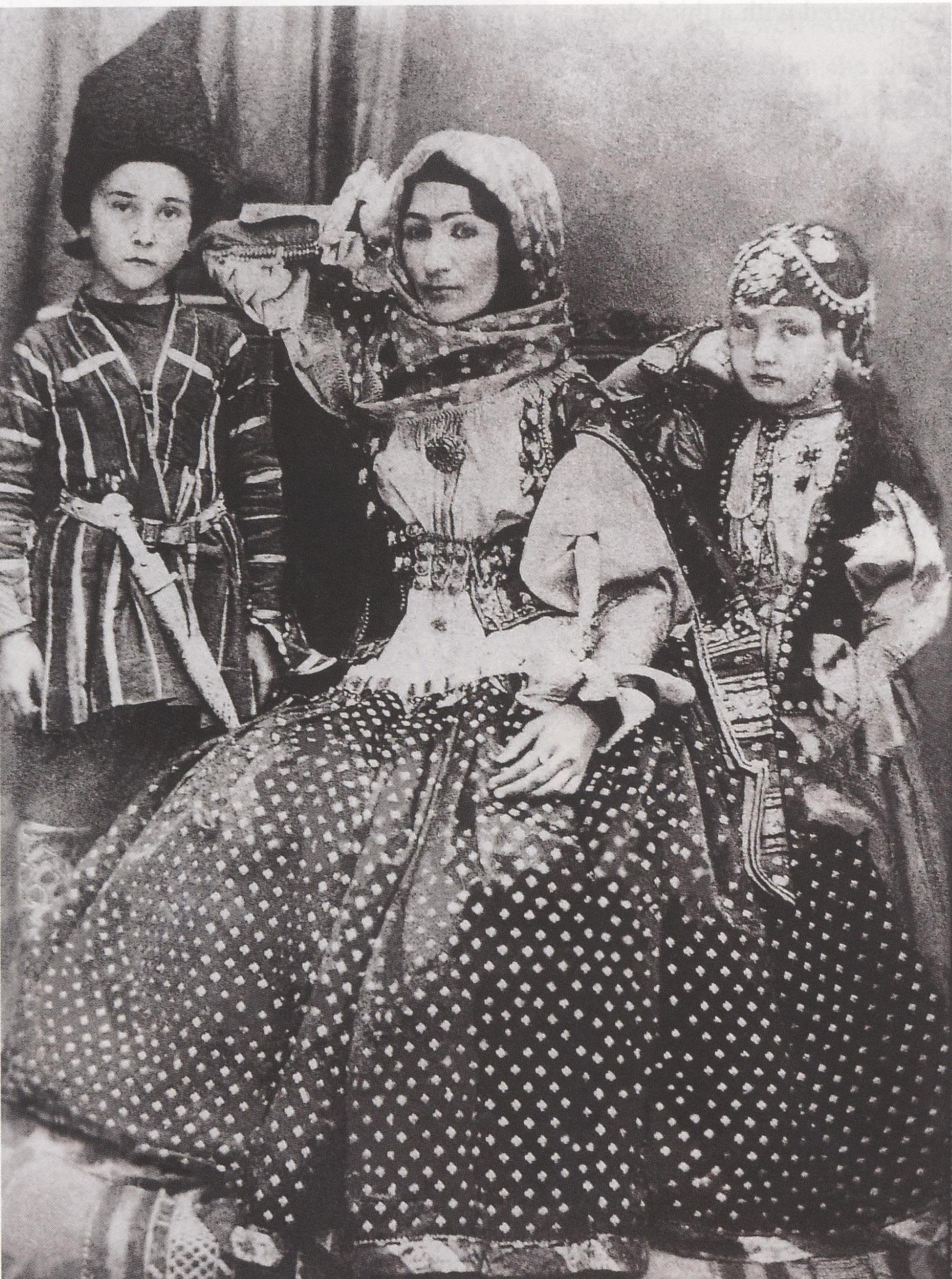
Уроженка Шуши азербайджанская поэтесса Хуршидбану Натаван с детьми

В течение XIX века Шуша превратилась в относительно крупный центр, пятый по величине город Закавказья и третий по значению культурный центр во всем Закавказье после Тбилиси и Баку. Население города увеличивалось прежде всего за счёт армян, которые в середине века составляли в нём большинство. В 1850 году в Шуше проживало 12 тыс. человек, в начале 1880-х годах — 25 тыс. (из них армяне — 56,5 %, азербайджанцы — 43,2 %), в 1890-е годы — 34 тыс., в 1916 году — 43 тыс. и в 1920 году — 60 тыс., из которых 47 тыс. — армяне.
В городе в 1831 году была основана Армянская духовная семинария, которая была единственным среднеучебным заведением Нагорного Карабаха до открытия в городе училища в 1881 году. Во второй половине XIX века возникли женские неполные средние школы (армянского духовенства и правительственная). Весной 1891 года появился театр (армянина Г. А. Хандамирова). Театр открылся спектаклем «Рузан» — по пьесе Мурацана с актрисой Н. Ярамышевой (Ярамышян) в заглавной роли. Театральная жизнь города получила сильное развитие. В Шушу стали приезжать с гастролями театральные коллективы, актёры, певцы, музыканты из различных городов Европы, а концу столетия Шуша уже пользовалась славой крупнейшего театрального центра Закавказья.

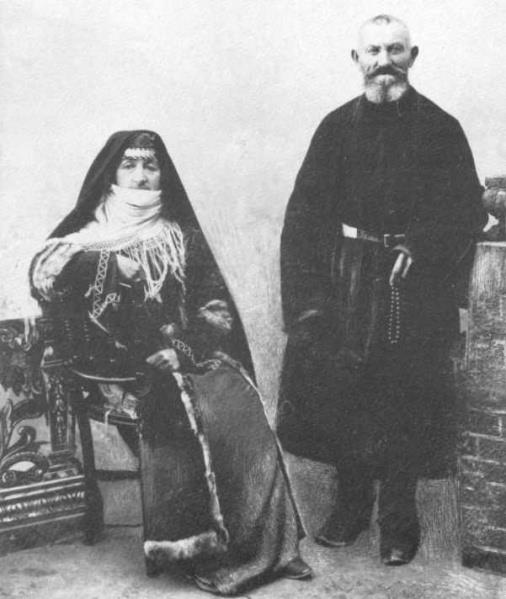
Армяне из Шуши, начало XX века.

Шуша прославилась как один из центров азербайджанской музыкальной культуры. К началу XIX века сформировывается шушинская школа мугамата, прославившаяся не только в Закавказье, но и на всём Ближнем Востоке. Здесь в 1898 году был поставлен первый музыкальный спектакль на азербайджанском языке.
В этот период в Шуше процветали производство и торговля коврами и шелком. Производством занимались как армяне, так и (в значительной степени) азербайджанцы; торговля была сосредоточена в руках армян. В конце XIX века Я. Зедгенидзе отмечал, что из всех видов кустарного производства, существующих в Шуше, первое место, по количеству и качеству изделий, занимает ковроткание, и, что по количеству и качеству ковров и паласов Шуше принадлежит первое место на всём Кавказе. По сообщению Зедгенидзе, почти вся татарская (азербайджанская) часть населения города была занята этим производством.
В 1889 году на средства азербайджанской поэтессы Хуршидбану Натаван в город был проведён водопровод из родника Исы.
Шуша была одним из первых закавказских городов, где появилась типография (1828); с 1874 года в ней появилась своя периодическая печать; до 1920 года было издано 150 наименований книг, а также 21 наименование газет и журналов, из которых 19 на армянском языке и 2 — на русском.

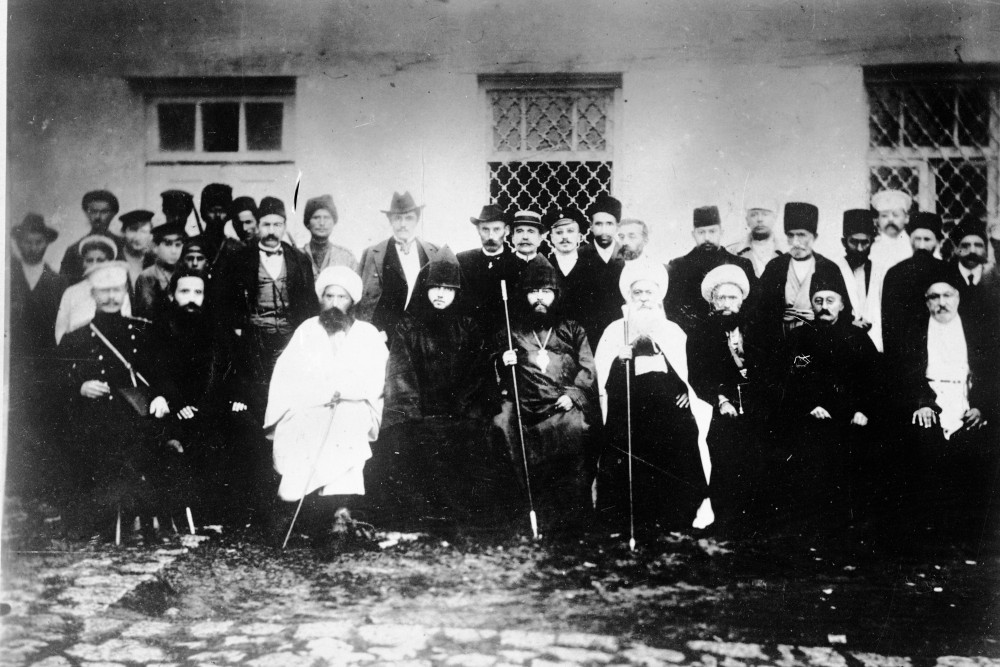
Карабахская комиссия по перемирию 1906 г.

Во время армяно-татарской резни в августе 1905 года в городе произошли кровавые столкновения, в ходе которых было сожжено 240 домов, театр Хандамирова и убито 318 человек. Столкновениями в то время были охвачены все местности Карабаха и Зангезура со смешанным населением.

## События 1918—1919 годов
О причинах армяно-азербайджанской войны 1918—1920 см. здесь
О событиях 1918—1919 гг. в Карабахе подробнее см. здесь
После Октябрьской революции 1917 года Карабах, как и остальное Закавказье, первое время подчинялся коалиционному Закавказскому комиссариату, созданному в ноябре 1917 года представителями местных политических партий. В январе 1918 г. Закавказский комиссариат принял решение о созыве Закавказского сейма как законодательного органа Закавказья. 22 апреля Закавказский сейм принял резолюцию о провозглашении Закавказья независимой Закавказской демократической федеративной республикой (ЗДФР), которая уже в конце мая распалась на отдельные государства — армянское, азербайджанское и грузинское.
В течение первой половины 1918 года, несмотря на то, что по всему Закавказью происходили межнациональные столкновения, армяне и мусульмане Нагорного Карабаха жили в относительном мире. Признавая номинальную власть Закавказского комиссариата и сейма в Тифлисе, Нагорный Карабах был фактически независим и управлялся межнациональным советом. Такой баланс сохранялся вплоть до вторжения Турции в Закавказье, распада Закавказской федерации и создания трех независимых государств.
28 мая члены мусульманской фракции Закавказского сейма на своём заседании приняли решение провозгласить независимость Азербайджана, объявив себя Временным Национальным советом Азербайджана — парламентом. Новосозданное государство — Азербайджанская Демократическая Республика — претендовало на территорию бывших Бакинской и Елизаветпольской губерний Российской империи, включая Карабах и Зангезур. С другой стороны на Карабах и Зангезур также претендовала Армения.
Американский историк Ричард Ованнисян указывает, что и Армения, и Азербайджан имели вполне обоснованные притязания на эти районы.
Республика Армения, претендуя на горные районы Елизаветпольской губернии, обосновывала свои права на эти территории наличием преобладающего армянского населения, единством религии и культуры. Нагорный Карабах представляет собой восточную часть Армянского нагорья, резко отличающуюся от населённых азербайджанцами равнинных районов. Эта горная местность являлась для Армении естественной границей, защищавшей проход в Аракскую долину и на Араратскую равнину. Утрата Карабаха означала бы разрушение географической целостности Армении. Со стратегической точки зрения, потеря нагорных районов означала для Армении ликвидацию последнего барьера между Азербайджаном и Турцией и изоляцию от Ирана. Исторически эти районы входили в армянские провинции Арцах, Утик и Сюник, и даже после падения последнего армянского царства в XI веке здесь сохранялись остатки армянской государственности. На территории Нагорного Карабаха в позднем средневековье образовалось пять армянских меликств, которые имели автономию под сюзеренитетом Сефевидского государства.
Азербайджанская сторона также имела свои исторические, географические и экономические аргументы. Хотя армянские меликства располагали определённой автономией, они входили в состав тюркских Карабахского беглербекства и Карабахского ханства. На протяжении веков, предшествовавших российскому владычеству, тюркские племена господствовали в Закавказье. В Елизаветпольской губернии азербайджанцы составляли абсолютное большинство в семи из восьми уездов, и даже в Нагорном Карабахе азербайджанцы и курды представляли значительное меньшинство. По мнению азербайджанской стороны, произвольное выделение районов компактного проживания армян и их присоединение к Армении будет угрожать географическому, экономическому и политическому единству региона. Азербайджанская сторона, в отличие от армянской, не противопоставляла нагорные и равнинные районы, а рассматривала их как единое целое. Разделение равнинных и горных районов между двумя государствами лишило бы многочисленных азербайджанских кочевников летних пастбищ. Предлагавшиеся армянской стороной решения — организация орошения в степных районах Азербайджана, перевод на новые пастбища на севере Азербайджана или подписание специального межгосударственного соглашения, оговаривающего использование кочевниками пастбищ в «армянском» Карабахе, — не были приемлемыми для азербайджанской стороны.
Местным армянским силам, по оценке армянского населения, удалось навести порядок: «разнузданных укротили, разбойников прогнали, шпионы армяне Азербайджана <так в тексте, очевидно армяне — шпионы Азербайджана> были расстреляны. Жизнь стала входить в нормальное русло».
Между тем правительство АДР попыталось подчинить себе Нагорный Карабах с помощью турецких войск, вторгшихся в Закавказье после подписания Брестского мира между Турцией и Советской Россией. Командующий турецкими войсками Нури-Паша предъявил Национальному совету Карабаха ультиматум о признании власти АДР, однако Второй съезд армян Карабаха, прошедший 20-24 сентября, отверг его. 15 сентября объединённые турецко-азербайджанские войска взяли Баку. Немедленно после этого из Баку на Карабах была выдвинута Первая азербайджанская дивизия (Кавказская мусульманская) из турецких частей под руководством турецкого полковника Джамиль Джавид бея.
После двухнедельных ожесточённых боев, преодолев сопротивление жителей большого армянского села Каракишляг, турецкие войска отрезали Карабах от армянского Зангезура. Народному правительству Карабаха вновь был предъявлен ультиматум с требованием разоружения, пропуска турецких и азербайджанских войск в Шушу и признания власти АДР. В свою очередь, многие местные армянские лидеры, узнав о резне армян в Баку, опасались повторения этих событий в Карабахе. Третий съезд армян Карабаха, заседавший 1-5 октября, принял турецкий ультиматум. 8 октября Джемиль Джавид бей и Исмаил Хан Зиятханов ввели турецкие части в Шушу. Османские военные власти обещали армянским жителям мир и справедливость, но, не пробыв и недели в Шуше, они арестовали около шестидесяти представителей местной власти и общественности, установили виселицы на центральной площади и разоружили местные отряды самообороны.
Несмотря на падение Шуши, исторические армянские районы Нагорного Карабаха продолжили свое сопротивление, не признавая власть АДР. В каждом из четырёх районов (Хачен, Джраберд, Варанда и Дизак) действовали партизанские отряды, которые устраивали засады и нападали на турецкие подразделения вплоть до конца мировой войны. Попытки турецких войск перенести военные действия вглубь Нагорного Карабаха закончились полным провалом.
31 октября Турция капитулировала перед Антантой. Вскоре после этого Баку был занят английскими войсками (прибывшими из Ирана) под командованием генерал-майора Томсона, который объявил себя военным губернатором Баку. В Карабахе, однако, ещё долго находились остатки турецких войск, частично слившиеся с армией АДР. В конце ноября на Карабах, против турецко-азербайджанских сил, выдвинулся со своим отрядом обосновавшийся в Зангезуре армянский генерал Андраник, который разгромил, по утверждению МВД АДР, до 150 мусульманских селений в Зангезуре и Карабахе; беженцы из них хлынули в Агдам. Армянское население Карабаха с восторгом ожидало неизбежного объединения с Арменией («Араратской республикой»), что Андраник и провозгласил своей целью. Однако, не дойдя до Шуши, Андраник по требованию англичан повернул обратно, предписав армянским отрядам и населению «немедленно приостановить боевые действия против татар и турок». В регионе тем временем оставались азербайджанские и остатки турецких частей; грабежи, разбои и армяно-мусульманские столкновения продолжались. Там, где перевес в силах был на стороне армян, они также совершали набеги на мусульманские селения, сопровождавшиеся угонами скота, а в некоторых случаях и убийствами. Ситуацию осложняло огромное количество беженцев, которых, по оценке генерала Томсона, скопилось во всём Карабахе до 40 тысяч — 30 тыс. армян и 10 тыс. мусульман.
В начале 1919 года в АДР была объявлена мобилизация, и азербайджанские войска заняли гарнизонами Шушу, Ханкенды, Аскеран и Карягино (ныне Физули).
15 января 1919 года английское командование до окончательного решения спорных вопросов на Парижской мирной конференции утвердило генерал-губернатором Карабаха (c Зангезуром) назначенного азербайджанским правительством Хосров-бека Султанова которого армяне считали ярым армянофобом и одним из ответственных за армянскую резню в Баку. Его главными задачами, согласно докладу азербайджанского МВД, должны были стать «борьба и полная ликвидация армянского движения, окончательное установление порядка (…), организация местной власти, организация продовольствия беженцев и оказания общей помощи им, организация борьбы с эпидемиями как среди беженцев, так и среди коренного населения и, наконец, по успокоении, возвращение беженцев в их родные места».
Сам генерал Томсон не оспаривал обвинения против Султанова, соглашаясь, что «Султанов ему, генералу, известен как агент Азербайджана, как панисламист и сторонник Турции» и что «его все ненавидят». Во время визита в Эривань он, однако, так объяснял армянам свой выбор: «он человек способный и влиятельный, и генерал решил, что если он захочет, то может хорошо работать, если дать ему инструкции и он будет их исполнять». Главное теперь, — уверял армян Томсон, — иметь возможность оказать помощь беженцам Карабаха, и «если для этого ему нужна помощь доктора Султанова, (…) он всё-таки должен это сделать, но он сто раз говорил, что это не значит, что это — татарская территория».
Лишь полгода спустя армянская делегация в Париже сообщила в Эривань, что генерал Томсон в вопросе Карабаха действовал не по своему усмотрению, а в соответствии с инструкциями МИД; что «Англия всюду, как и на Кавказе, ведёт замаскированную промусульманскую политику» и что «решения англичан в отношении Карабаха заключаются в упорном стремлении передать этот населённый армянами район Азербайджану».
В связи с назначением Султанова британская миссия выступила с официальным извещением, в котором заявила, что «с согласия британского командования временно назначен генерал-губернатором Зангезурского, Шушинского, Дживанширского и Джебраилского уездов доктор Хосровбек Султанов. Британская миссия считает нужным ещё раз подтвердить, что принадлежность указанных областей той или иной единице должна быть решена на мирной конференции».
Национальный совет Карабаха дал следующий ответ: «Карабахский армянский национальный совет в полном составе, совместно с командующими армянскими войсками всех районов Карабаха, обсудив факт назначения азербайджанским правительством генерал-губернатора в Карабах, пришёл к заключению, что армянский Карабах не может примириться с подобным фактом, ибо зависимость от азербайджанского правительства, в какой бы форме она ни проявлялась, армянский народ считает для себя неприемлемой, благодаря тому насилию и тому попранию прав, которому систематически подвергалось до самого недавнего времени со стороны азербайджанского правительства армянство везде, где оно связало свою участь с этим правительством. Исходя из того, что армянский Карабах признан британским командованием территорией, не подчинённой, впредь до решения вопроса на Мирной конференции, какому-либо государству, а следовательно, в частности и в особенности Азербайджану, Национальный совет находит единственно приемлемой для армянского Карабаха формой управления назначение английского генерал-губернатора. О чём и просит миссию ходатайствовать перед высшим английским командованием».
Султанов приехал в Шушу 10 февраля 1919, когда там собрался Четвёртый съезд армян Карабаха, и потребовал к себе городского голову, епископа и чиновников; но съезд запретил им являться к Султанову. Резолюция съезда, принятая 19 февраля, гласила: «Стоя на точке зрения самоопределения народностей, армянское население Карабаха относится с уважением к праву самоопределения соседнего народа и одновременно категорически протестует против попыток азербайджанского правительства попрать этот принцип по отношению к армянскому Карабаху, который никогда не признавал и не признает над собой власти Азербайджана».
Сам Султанов поначалу составил следующий план: заручиться поддержкой офицеров английской миссии, с их помощью обезвредить путём арестов и высылок «главарей»-интеллигентов и «поселить недоверие среди армянской бедноты (…) к их руководителям, оказывая материальную помощь всем неимущим армянам, изъявляющим покорность Азербайджану». Первый и отчасти второй пункт программы он сумел выполнить, но идея привлечения на сторону Азербайджана народной массы совершенно провалилась.
Армянским лидерам, продолжавшим протестовать перед англичанами, командующий английскими войсками в Баку полковник Шательворт заявил: «Я предупреждаю, что всякие эксцессы против Азербайджана и его генерал-губернатора есть выступление против Англии. Мы настолько сильны, что можем заставить вас подчиниться». Со своей стороны, генерал Томсон отклонял армянские протесты как вызванные лишь неудовлётворенным чувством мести: «Фактом является то, что в Азербайджане некоторые армяне весьма разочарованы тем, что британская оккупация не является возможностью для мщения. Они не желают принять того, что вопрос будет решён мирной конференцией, а не вооружёнными силами».
Поскольку армяне по-прежнему категорически отказывались признавать Султанова, Шательворт лично прибыл в конце апреля 1919 года в Шушу, чтобы вынудить Национальный совет Карабаха признать власть Азербайджана. 23 апреля в Шуше был созван Пятый съезд армян Карабаха, который отверг все требования Шательворта, заявив, что «Азербайджан всегда выступал пособником и сообщником в зверствах, осуществляемых Турцией в отношении армян вообще и карабахских армян в частности, каковое отношение сохраняется и по сей час. (…) Разбой, грабёж, убийства, охота за армянами на дорогах — все это является нормальным средством для достижения Азербайджаном своих целей». Резолюция объявляла «неприемлемой любую административную программу, имеющую хоть какую-то связь с Азербайджаном».
С наступлением весны 1919 г. вновь остро встал вопрос об обеспечении доступа к горным пастбищам. Под давлением англичан V съезд армян Карабаха принял решение пропустить татар в горы, но невооружёнными и под охраной англичан. Последнее условие не было выполнено, и результаты не замедлили сказаться: как сообщал английский представитель в Баку, «движение татар из равнин на высоты началось, и сражение имело место в различных деревнях вдоль так называемой татаро-армянской границы, проходящей (…) через Забуг, но до сих пор были столкновения между деревнями из-за скота, в которых нападающими были татары».

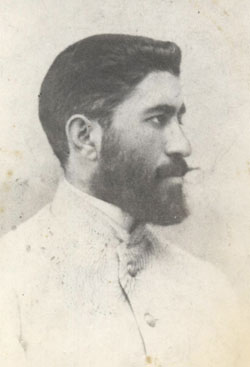
Хосров-бек Султанов

Султанов между тем обосновался в Шуше и попытался упрочить свою власть, выплачивая жалование армянским чиновникам и снабжая товарами армянские селения, признавшие власть АДР (в основном это были равнинные селения). Однако особого успеха этим он не добился. Тем временем вокруг Нагорного Карабаха стала сосредотачиваться азербайджанская армия — она окружила Шушу и 4 июня попыталась занять армянские позиции и армянскую часть города. После перестрелки азербайджанцы были отбиты, и стороны были разведены британскими сипаями, под охраной которых три дня спустя азербайджанская часть была введена в армянский квартал и заняла казармы. Согласно утверждениям армян (в частности, со ссылкой на свидетелей, в заявлении Национального совета), Султанов отдавал прямые приказы о резне и погроме в армянских кварталах («можете делать всё, только не поджигать домов. Дома нам нужны»).
Одновременно с событиями в Шуше, азербайджанцы разгромили несколько армянских сел. 5 июня вооружённый отряд под предводительством Султан-бека Султанова (брата губернатора) полностью вырезал село Гайбаллу (армянск. Гайбалушен, было известно также как Кайбалукенд), находившееся, как особо отметили англичане, «непосредственно под Шушой на виду из дома Султанова». По данным англичан, из 700 жителей села в живых осталось 11 мужчин и 87 женщин и детей. Азербайджанский офицер, остановивший погромы двух армянских селений, был наказан Султановым. Основываясь на этих фактах, представитель английского командования полковник Клотерберг в своём докладе требовал отдачи Султанова под суд.
Султанов, со своей стороны, утверждал, что виновниками беспорядков являются армяне, попытавшиеся воспрепятствовать переводу почты и казённых учреждений из армянской в татарскую часть города и начавшие перестрелку. «К несчастью, — сообщал он далее, — на одно армянское селение мусульманским населением было совершено нападение. Селение было сожжено, но видно пострадавших нет».
Армянские дипломаты в Баку, со слов этих парламентариев, так оценивали общую обстановку: «Султанов, помимо регулярного войска, организовал во всём районе под именем милиции разного рода вооружённые разбойничьи шайки, которые своими дерзкими и наглыми действиями просто терроризировали армянское население Аскеранского района. Крестьяне не имеют возможности выйти за пределы села и обрабатывать свои обещающие хороший урожай поля и сады». В результате «призрак надвигающегося голода сильно тревожит крестьян», и это создало перелом в настроении: Национальный совет «настроен пойти на уступки Азербайджану».
В этой ситуации было решено созвать Шестой съезд карабахских армян, в котором должны были участвовать и представители английской миссии и правительства Азербайджана. Задачей съезда было определение modus vivendi до созыва в Париже мирной конференции. Однако представители английской миссии и правительства Азербайджана прибыли уже после окончания работы съезда, и переговоры не состоялись. Для выяснения того, сумеет ли Нагорный Карабах отстоять свою независимость в случае войны, на съезде была создана комиссия, которая пришла к выводу, что карабахцы этого сделать не смогут. Было решено идти на уступки.
Седьмой съезд открылся 12 августа ожесточёнными нападками на Султанова. Тогда Султанов приказал перекрыть тракт Шуша-Евлах и все ведущие в Нагорный Карабах дороги, навёл пушки на армянскую часть города и ультимативно потребовал в течение 48 часов признать власть Азербайджана. Учитывая то, что английский гарнизон, готовясь к предстоящей эвакуации из Азербайджана, был выведен из Шуши, армяне оказались в безвыходном положении и 22 августа заключили соглашение, по которому Нагорный Карабах объявил, что считает себя «временно в пределах Азербайджанской Республики» (до окончательного решения вопроса на Парижской мирной конференции).
Немецкий историк Йорг Баберовски отмечает, что к концу июня Султанов окончательно утвердил военное господство над Нагорным Карабахом. Многочисленные армянские деревни подчинились генерал-губернатору и направили к нему своих посланцев для выражения лояльности. На горных тропах были расставлены посты, а летние пастбища караулили стражники.
Согласно Одри Альтштадт, на конференции же в начале 1920 года Карабах был признан за Азербайджаном, что, возможно, стало следствием докладов таких союзных следователей на Кавказе, как американский полковник Хаскелл, который предлагал подтвердить Карабах и Зангезур за Азербайджаном, а Нахичевань выделить в нейтральную территорию под управлением британского или американского генерал-губернатора. Губернатор получал помощника-армянина и советников из 6 человек, из них трое армян и трое мусульман; армяне сохраняли самоуправление; Азербайджан имел право содержать гарнизоны в Шуше и Ханкенди только по штатам мирного времени; он не мог вводить войска в Нагорный Карабах иначе как с согласия Армянского национального совета; разоружение населения прекращалось до решения Парижской мирной конференции.

## Армяно-азербайджанская война весной 1920 года

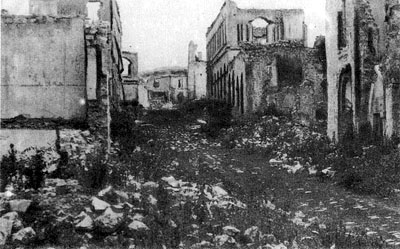
Руины армянского квартала Шуши в марте 1920 г.

22 января 1920 года Азербайджан обвинил Армению в том, что 19 января армянские войска начали наступление из Зангезура на Шушинский уезд, «подвергая истреблению все лежащие на пути их движения мусульманские села, девять из коих разгромлены в последние дни». Армения, со своей стороны, обвинила Азербайджан в подготовке к войне, заявив, что «Азербайджан готовится разоружить Карабах и посылает войска, для чего распространяет слухи о беспорядках». В тот же день, 22 января, по сведениям представителя Армении в Азербайджане, генерал-губернатор Карабаха Султанов спешно выехал из Баку в Карабах для ввода войск в Варанду и Зангелан «под предлогом предотвратить якобы угрожающую со стороны Зангезура опасность».
С другой стороны из Армении, в которой правительство осуждалось за неспособность помочь карабахским армянам, для содействия вхождения Карабаха в состав Армении были отправлены эмиссары. Они наладили в Карабахе контакты с местными дашнаками и лидером партизанского отряда Дали Казаром. На протяжении февраля продолжалась вербовка и обучение армянской молодежи.
19 февраля Султанов обратился к Армянскому национальному совету Карабаха с требованием немедленно решить вопрос «окончательного вхождения Карабаха в Азербайджан как неразрывной экономической его части». По армянским данным, в Шушу в качестве военного советника прибыл турецкий генерал Халил-паша. Карабахское землячество Эривани утверждало, что, по его сведениям, Султановым и Халил-пашой «организованы крупные банды татар, подготовляется грандиозная резня армян, начало которой — Ханкенды и Агдам по утверждениям МИД Армении, там было убито 400 мирных жителей. Дорогой убивают проезжих, насилуются женщины, угоняется скот. Объявлен экономический бойкот армянам Карабаха. Султанов требует ввода гарнизонов в сердце Карабаха: Варанду, Чераберт, нарушая этим договор VII съезда».

25 февраля глава французской военной миссии в Тифлисе Пудебар так излагал ситуацию и планы Баку: 
1) В Шуше — не Нури<-паша>, а Халил<-паша>; 
2) В сражениях будут принимать участие лишь банды, а не войска; 
3) Строго приказано ждать первого шага со стороны армян, чтобы свалить с себя всю ответственность; 
4) Татары действуют очень осторожно и ловко, чтобы склонить на свою сторону иностранные миссии
28 февраля — 4 марта 1920 г. состоялся Восьмой съезд армян Карабаха, который отверг требование Султанова об «окончательном вхождении в Азербайджан». Съезд обвинил Султанова в многочисленных нарушениях мирного соглашения, вводе войск в Карабах без разрешения Национального совета и организации убийств армян, в частности массовых убийств, совершённых 22 февраля на тракте Шуша-Евлах, в Ханкенди и Аскеране, где, как говорилось в резолюции Съезда, «от рук правительственных войск и его агентов с явными целями истреблено несколько сотен армян, разграблены дома и похищено имущество». В соответствии с решением съезда, дипломатические и военные представители союзных государств Антанты, три закавказские республики и временный генерал-губернатор Карабаха извещались о том, что «повторение событий вынудит армян Нагорного Карабаха для защиты обратиться к соответствующим средствам».
8 марта Армения направила ноту Азербайджану, обвинив его в том, что «азербайджанскими воинскими частями в Ханкендах и Агдаме безо всякой причины бесчеловечно перебито до 400 лиц мирного армянского населения, имущество которых и дома преданы разграблению. Дорога Агдам — Шуша закрыта для пользования армянского населения, и последнему объявлен экономический бойкот».
16 марта министром иностранных дел АДР Фатали-ханом Хойским была направлена ответная нота министру иностранных дел Армении, в которой, в частности, говорилось:
Что же касается сообщаемых Вами сведений о беспричинном якобы избиении азербайджанскими войсковыми частями 400 лиц мирного армянского населения, о разгроме их домов, о закрытии для армян дороги Агдам — Шуша и об экономическом бойкоте армян считаю нужным заявить, что все эти сведения ложны. В действительности же имело место следующее: 21 февраля, около Ханкендов в лесу был найден убитый и обезображенный мусульманин, в коем аскеры стоящего в Ханкендах полка опознали своего исчезнувшего товарища. На этой почве 22 февраля имели место незначительные эксцессы, вызванные товарищами убитого и беженцами из Зангезура, причём было убито в Ханкендах — 2 армянина, в Агдаме — 3 и в Ходжалах — 3. Экстренными мерами генерал-губернатора порядок немедленно был восстановлен и задержано 4 виновных, кои содержатся в тюрьме и понесут по суду должное наказание .
Тем временем армянские эмиссары подготовили всё необходимое для антиазербайджанского восстания. В начале марта армяне получили из Зангезура 50 тысяч патронов и два пулемёта.
В ночь с 22 на 23 марта армянскими отрядами были нанесены удары по азербайджанским гарнизонам в Аскеране и Ханкенди. Восстание было приурочено к празднику Новруз в расчёте на то, что азербайджанцев удастся застать врасплох. Армянам удалось занять Аскеран, нападение на Ханкенди было отражено, а попытка нападения на азербайджанский гарнизон в Шуше сорвалась из-за несогласованности действий армянских отрядов; в отместку азербайджанские войска и местные жители разгромили и сожгли армянскую часть Шуши, устроив массовую резню.
Антиазербайджанское восстание провалилось. 3 апреля азербайджанцы вновь заняли Аскеран, а 4 апреля вошли в ранее окруженную Шушу. Далее, азербайджанские войска начали наступление по нескольким направлениям с целью подчинить над армянскими сёлами Нагорного Карабаха.
Армения официально отрицала свою причастность к боевым действиям, что не соответствовало действительности: на самом деле 13 апреля армянские войска под командованием «генерала Дро» (Драстамата Канаяна) прибыли в село Домы.

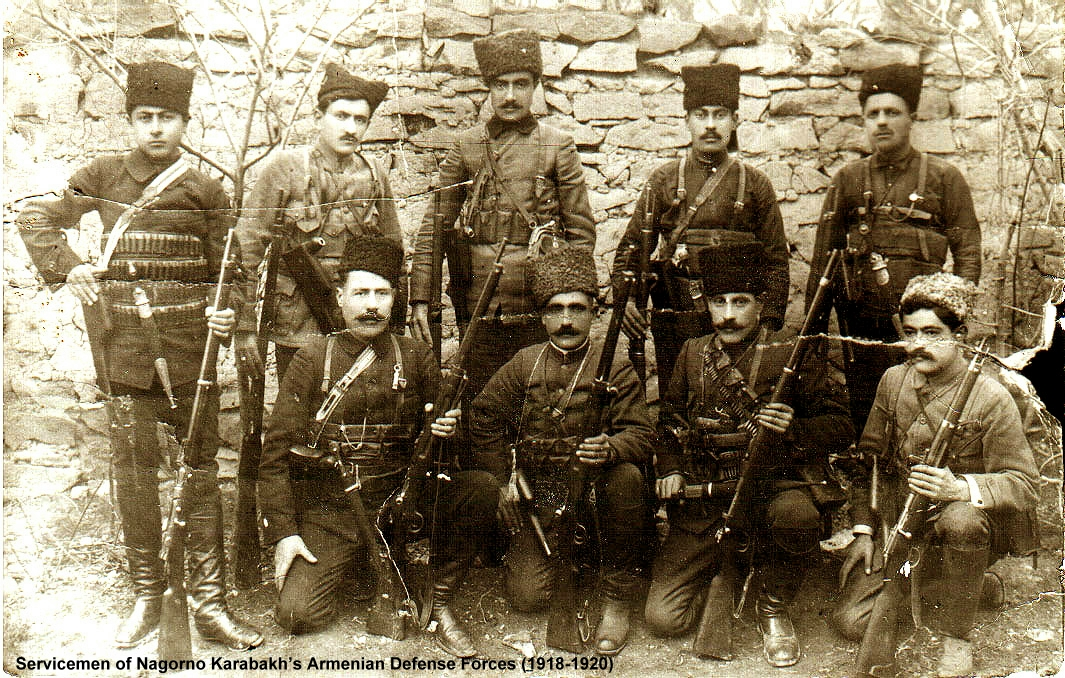
Солдаты Армянского национального комитета

В апреле 1920 года в Азербайджан вошла 11-я армия Советской России. В то время как армия Советов двигалась в южном направлении, в Нагорном Карабахе вооружённые силы Азербайджана сражались с армянскими частями. Генерал-губернатор Нагорного Карабаха Хосров-бек Султанов же принял сторону советской власти, надеясь, что как политик пригодится новому правительству.
23 апреля состоялся Девятый съезд карабахских армян, который провозгласил Нагорный Карабах неотъемлемой частью Армении. В итоговом документе съезда говорится:
«1. Считать соглашение, заключённое от имени седьмого съезда Карабаха с азербайджанским правительством, нарушенным последним, ввиду организованного нападения азербайджанских войск на мирное армянское население Карабаха, истребления населения в Шуше и деревнях.
2. Объявить о присоединении Нагорного Карабаха к Республике Армения как неотъемлемой части».

26 мая 1920 года армянская газета «Жоговурд» («Народ») сообщала: 
…В результате имевших место в Карабахе боёв разрушены и разграблены город Шуша и свыше 30 сёл, в результате чего появилось 25000 беженцев. Согласно записи, проведённой 28 апреля, 12335 чел. разместились в Варанде и Дизаке, причём 5975 чел. из них городские жители, совершенно голодные, раздетые и разутые. Беженцы разбросаны также в Хаченском и Джеванширском уездах, в которых из-за нарушения сообщений не было точной записи. Приблизительно можно насчитать в этих районах 25500 беженцев, для размещения которых заняты пригодные государственные и частные здания. В Варанде и Дизаке чувствуются продовольственные затруднения.
Как стало известно впоследствии, начиная с весны 1920 г., на контакты с руководством Советской России вышли представители турецких кемалистов, рассматривавших Советскую Россию как союзника в борьбе с империалистической Антантой, — эти контакты были установлены через Азербайджан, где, согласно отчёту НКИД РСФСР, в конце апреля «группа их приверженцев содействовала перевороту и приглашению российских войск революционным азербайджанским правительством». В начале июня 1920 г. НКИД РСФСР было получено датированное 26 апреля письмо председателя созванного в Ангоре (совр. Анкара) Великого национального собрания Турции Мустафы Кемаль-паши, адресованное правительству РСФСР, где Мустафа Кемаль заявлял, что Турция «обязуется бороться совместно с Советской Россией против империалистических правительств для освобождения всех угнетённых, обязуется повлиять на Азербайджанскую республику, чтобы она вошла в круг советских государств, изъявляет готовность участвовать в борьбе против империалистов на Кавказе и надеется на содействие Советской России для борьбы против напавших на Турцию империалистических врагов».

## Создание Нагорно-Карабахской автономной области
Спустя несколько лет после октябрьской революции 1917 года большевистское руководство РСФСР предприняло ряд акций направленных на восстановление бывших границ распавшейся империи. Теоретической основой этих акций была идея мировой революции, на деле же реальной причиной являлась зависимость экономики, которая усугубилась в ходе мировой и гражданской войн. Закавказье было одним из ключевых регионов способных обеспечить советской России выход к южным морям и тем самым создать рынок сбыта и источник сырья для промышленности РСФСР. В апреле 1920 года в результате передачи власти коммунистам первым из закавказских республик был советизирован Азербайджан, после чего началась подготовка советизации Армении. По инициативе Серго Орджоникидзе, 30 апреля новое правительство советского Азербайджана, считавшее Карабах своей территорией, предъявило ультиматум Армении с требованием прекращения военных действий и передачи населённых армянами провинций Карабаха и Зангезура Азербайджану. В начале мая не ожидавшие такого поворота событий встревоженные карабахские лидеры прислали на имя Серго Орджоникидзе телеграмму:
Весть о революции в Баку и свержении правительства Мусавата вызвала ликование среди армянских крестьян и рабочих, особенно среди крестьян Зангезура и Карабаха, на этот раз уверенных, что Советская Россия единственная власть гарантирующая их от всяких насилий откуда бы они ни сходили. Однако ультиматум Азербайджанской республики невольно вызвал чувство тревоги[…] что советская власть в Азербайджане готовится к агрессивным действиям против крестьян
В конце телеграммы находилась просьба не вводить войска в Нагорный Карабах, а прислать нейтральную советскую комиссию для выяснения воли населения и решения на основе этой воли карабахского вопроса. Аналогичная просьба содержалась и в телеграмме министра иностранных дел Армении Оганджанянца. Посланная в Баку и Москву телеграмма имела цель путём максимальных уступок не допустить интервенцию в регионе, для этого также армянским правительством для установления добрососедских отношений с Советской Россией в Москву была послана делегация во главе с Левоном Шантом. По пути следования делегации было получено требование Орджоникидзе от имени РСФСР в течение 24 часов вывести армянские войска с территории Азербайджана. На телеграмму Левона Шанта с заверением, что на территории Азербайджана армянских войск нет, ответа не последовало.
В мае части 11-й Армии РККА заняли территорию Карабаха и Нахичевани. В конце июня 1920 года сопротивление армянских вооружённых отрядов в Карабахе с помощью советских войск было окончательно подавлено. По мнению АН Армянской ССР, отдельные армянские большевики находили, что можно прибегнуть к этому шагу лишь в качестве временной меры, с условием, «что после победы Советской власти в Армении эти земли будут возвращены последней». 8 июля Орджоникидзе получил телеграмму от Сталина с требованием прекратить лавировать в армяно-азербайджанском конфликте по спорным территориям и определённо поддержать Азербайджан с Турцией, в конце телеграммы было сообщено, что это решение согласовано с Лениным.
В Карабахе все ещё оставались сражавшиеся в марте—апреле с армянскими повстанцами части старой национальной армии Азербайджана, отношения которой с новой властью были напряжённые. В мае произошло восстание частей 3-го Шекинского конного полка в Тертере, а в начале июня восстали многие другие части под предводительством Нури-паши и ряда азербайджанских полковников (Зейналов, Софиев и т. д.). Оба восстания были подавлены после прибытия дополнительных советских сил. Части 11-й армии проникли в Нагорный Карабах в начале лета и вытеснили остатки азербайджанской армии, которые вели ожесточенную борьбу против армянских партизанских отрядов.
10 августа 1920 года между Демократической Республикой Армения и РСФСР, было заключено соглашение, по которому советские войска заняли Карабах, Зангезур и Нахичевань с целью мирного разрешения территориальных вопросов. В соглашении говорилось, что занятие советскими войсками спорных территорий не предрешает вопрос о правах на эти территории Республики Армении или Азербайджанской Социалистической Советской Республики. Статус спорных территорий согласно этому соглашению должен был быть решён мирным способом на основах, которые будут установлены в мирном договоре между РСФСР и Республикой Армения.
29 ноября 1920 года, после занятия большевиками Армении, там была провозглашена Советская власть.
30 ноября была составлена декларация Азревкома, которая была зачитана 1 декабря этого же года наркомом иностранных дел Азербайджан Нариманом Наримановым на заседании Бакинского Совета. Согласно озвученной декларации, Азербайджанская советская республика отказывалась от спорных с Арменией территорий Нахичевани и Зангезура, а населению Нагорного Карабаха предоставлялось право самоопределения
. В этот же день в разговоре с Валентином Трифоновым Орджоникидзе восторженно говорил о свержении в Ереване старого правительства и передачи власти коммунистам:
Итак, ещё одна Советская республика! Да здравствует Советская республика Армения
2 декабря Орджоникидзе телеграфировал в Москву: «Передайте товарищам Ленину и Сталину следующее: Только что получено сообщение из Эривани, что в Эривани провозглашена Советская власть, старое правительство устранено… Азербайджан вчера уже декларировал в пользу Советской Армении передачу Нахичевани, Зангезура и Нагорного Карабаха».
Однако, как указывает конфликтолог Арсен Сапаров, эта декларация была сделана Наримановым под давлением Орджоникидзе и отражала политическую необходимость для Кавбюро, обеспокоенного шаткостью недавно провозглашенного армянского ревкома, а не симпатию к какой-либо из сторон. Сам Нариманов, согласно Сапарову, не собирался отказываться от этих регионов
Договор между РСФСР и Демократической Республикой Армении, заключённый в декабре 1920 года, признал армянские претензии на Зангезур, но не на Карабах и Нахичевань.
Тем временем в Карабахе вспыхнуло восстание, связанное с движением в Зангезуре и руководимое Тарханом и Теваном Степаняном, назначенными дашнакским лидером Зангезура Гарегином Нжде. Тархан был вскоре арестован и отправлен в Баку, а руководителем восстания остался Теван. Восставшие не встречали никакого сопротивления даже со стороны местных коммунистов, при их появлении разбегавшихся или переходивших на сторону восстания.
2 мая 1921 года на пленуме Кавказского бюро РКП(б) было принято решение о создании комиссии из представителей закавказских республик под председательством С. Кирова для определения границ между советскими республиками Закавказья с представлением заключения на утверждении пленума Кавбюро.
12 июня 1921 года пленум Кавбюро РКП(б) в присутствии Орджоникидзе, Махарадзе, Нариманова, Мясникова (Мясникяна) и других в своём постановлении поручил правительству Армении, чтобы оно в своей декларации указало на принадлежность Нагорного Карабаха к Армении.
Спустя неделю 19 июня газета «Хорурдаин Айастан» основываясь на решении пленума объявила следующий декрет Совнаркома Армении о воссоединении Нагорного Карабаха с Арменией: «На основе декларации Ревкома Советской Социалистической Республики Азербайджан и договорённости между социалистическими республиками Армении и Азербайджана провозглашается, что отныне Нагорный Карабах является неотъемлемой частью Советской Социалистической Республики Армении». Одновременно правительство Советской Армении назначило А. Мравяна своим чрезвычайным уполномоченным в Карабахе. Нариманов в своих телеграммах в Кавбюро и в советское правительство в Ереване потребовал отзыва этого представителя. По мнению О. Альтштадт, записи разговоров между членами ЦК АзКП(б) показывают, что они ничего не знали о «согласии» Азербайджана на включение Нагорного Карабаха в состав Армении.
На заседании комиссии 25 июня 1921 года представитель Армянской ССР Александр Бекзадян заявил: «После заключения Московского договора положение Армении надо считать исключительно тяжёлым, так как она лишилась почти половины территории вместе со всеми из своих экономических ресурсов (…) Кроме того количество беженцев, благодаря последней войне, дошло до 410 000, которых необходимо разместить, наделить землёй и вернуть к мирному труду. Ныне, не располагая достаточной территорией, Армения как политически самостоятельная единица существовать не может. Ввиду этого обстоятельства находим крайне необходимым произвести территориальные прирезки от соседних республик — Азербайджана и Грузии в пользу Армении».
4 июля 1921 года на расширенном заседании Кавбюро было принято решение передать Нагорный Карабах Армении. За постановление голосовали Орджоникидзе, Мясников, Киров и Фигатнер. Нариманов запротестовал и в связи с большой важностью вопроса для Азербайджана потребовал, чтобы вопрос был перенесён в Москву в ЦК РКП(б) для принятия окончательного решения. Кавбюро так и постановило: «„Нагорный Карабах включить в состав ССР Армении, плебисцит провести только в Нагорном Карабахе. Ввиду того, что вопрос о Карабахе вызвал серьёзное разногласие, Кавбюро ЦК РКП считает необходимым перенести его на окончательное решение ЦК РКП“». Сталин на заседании не выступал, но представляется, что он высказал свою позицию после него. В годовом отчёте Наркоминдела РСФСР IX съезду Советов за 1920—1921 года официально констатировалось, что «в июле заключается соглашение с Азербайджаном о Нагорном Карабахе, который включается в состав Советской Армении»
Решение о переносе в Москву окончательного слушания не было выполнено, и на следующий день 5 июля было созвано новое заседание Кавбюро, на котором Нариманов призвал пересмотреть постановление предыдущего дня и решить вопрос в пользу Азербайджана.

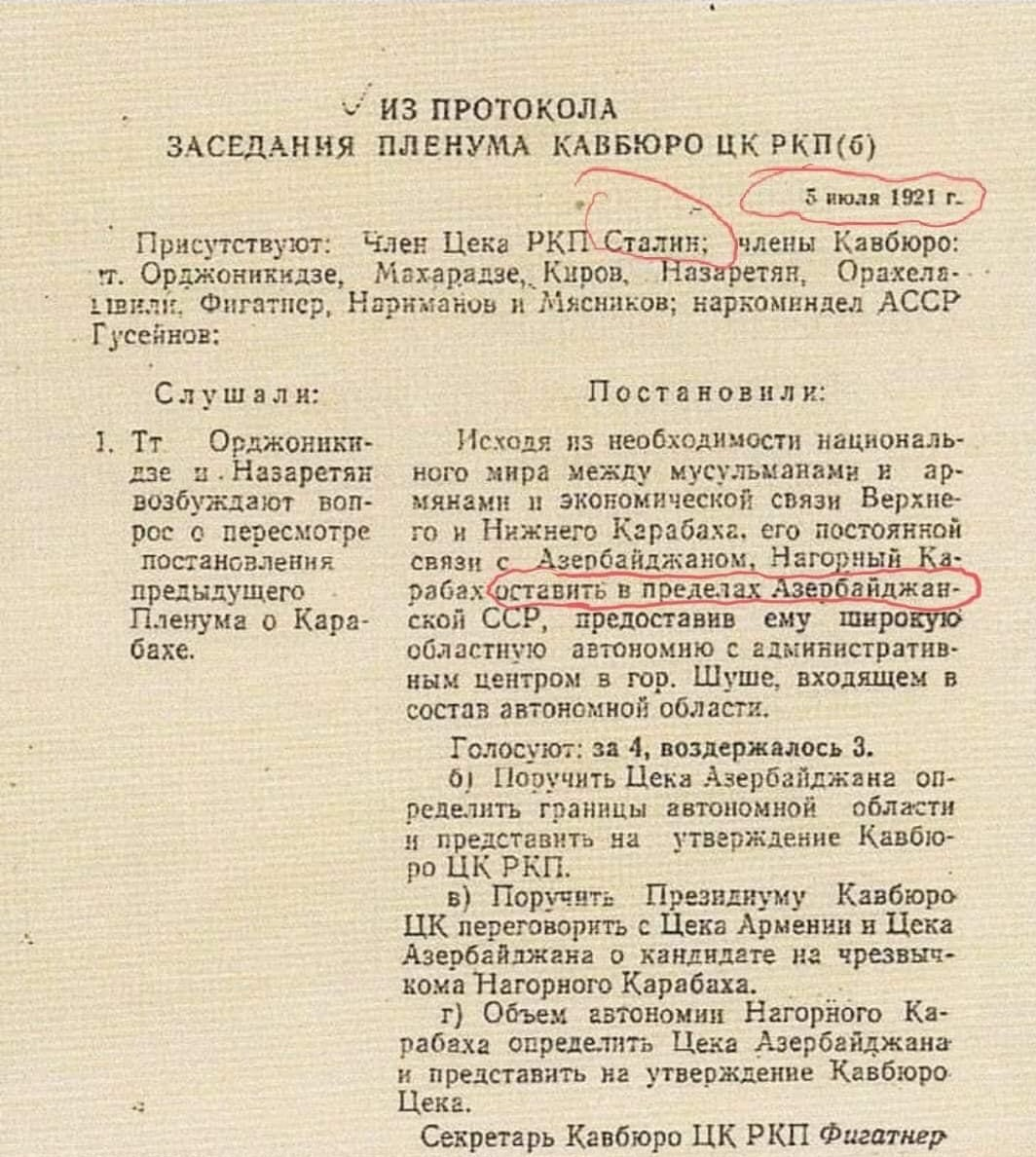
Постановление Кавбюро от 5 июля 1921 года

По итогам заседания было принято следующее постановление: 
Исходя из необходимости национального мира между мусульманами и армянами и экономической связи Верхнего и Нижнего Карабаха, его постоянной связи с Азербайджаном, Нагорный Карабах оставить в пределах Азербайджанской ССР, предоставив ему широкую областную автономию с административным центром в г. Шуше, входящем в состав автономной области.
 В результате Нагорный Карабах решением Кавбюро был оставлен в составе Азербайджанской ССР. ЦК Компартии Армении выступил против такого решения вопроса Нагорного Карабаха. На своём заседании от 16 июля 1921 года он вынес решение о своём несогласии с постановлением Кавбюро от 5 июля 1921 года.
По мнению Арсена Сапарова, причина совета Сталина в пользу Азербайджана и столь резкого изменения решения Кавбюро всего за один день, скорее всего, кроется в разгроме антисоветского движения в Зангезуре. После того как повстанцы во главе с Нжде прекратили быть угрозой для советского строя в Армении, исчезла причина для желания большевиков передать Карабах Армении для умиротворения восстания. Ввиду этого, как указывает Сапаров, на фоне энергичности и упрямства Нариманова и вялых и медленных ответов армянских большевиков, не должно вызывать удивление, что Кавбюро решило сохранить статус-кво, оставив Карабах за Азербайджаном, однако ценой этого было обеспечение автономии.

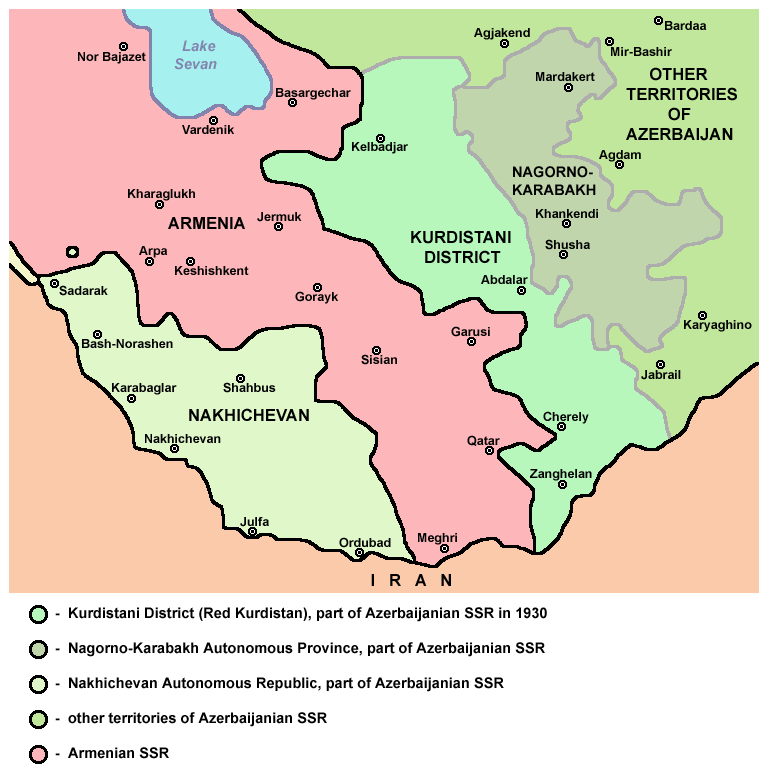

По мнению Сэмюэла Хантингтона, Нагорный Карабах был передан Азербайджану, поскольку советское правительство стремилось изменить границы с целью создания разделённых республик.
В течение нескольких лет статус региона не был окончательно определён, пока в 1923 году из армянонаселённой части Нагорного Карабаха в составе Азербайджанской ССР была образована Автономная область Нагорного Карабаха (АОНК). В 1937 году АОНК была преобразована в Нагорно-Карабахскую автономную область (НКАО).

## Советский период
В годы советской власти армянская элита упорно пыталась установить армянский контроль над областью. Этот вопрос поднимался в 1930-е годы, но не был поддержан центром. Центральная газета «Известия» писала:

В автономной области Нагорного Карабаха бок о бок живут и работают в селе Малбегли — азербайджанский колхоз им. Багирова и в селе Дашушен — армянский колхоз им. 1 мая. Дружно живут колхозники обеих артелей. Эта дружба сложилась в годы советской власти. Политика царизма сеяла в народах, населяющих Нагорный Карабах, национальную рознь. Жители обоих селений ещё помнят кровавые распри. Сейчас все это безвозвратно кануло в прошлое. На снимке: общий праздник колхозников селений Магбегли и Дашушен. Со знамёнами танцуют азербайджанец Садык Гулиев и армянка Аруста Адамьян
— .
После неудавшихся попыток Сталина изменить границы между Турцией и СССР по окончании Второй мировой войны и осознания лидерами Армении того, что передачи территорий Турецкой Армении не будет, руководство республики подняло вопрос о присоединении НКАО к Армянской ССР.
В своём послании первому секретарю ЦК КП(б) Азербайджана Багирову заместитель Председателя СНК СССР Маленков писал:

Секретарь ЦК КП(б) Армении тов. Арутюнов внёс на рассмотрение ЦК ВКП(б) предложение о включении в состав Армянской ССР Нагорно-Карабахской области, ныне входящей в состав Азербайджанской ССР.

Однако по вопросу НКАО последовали контраргументы и встречные требования Багирова и отрицательное решение Сталина.
Ответное письмо Багирова Маленкову содержало следующий текст:

… мы не возражаем против включения в состав Армянской ССР Нагорно-Карабахской Автономной области, но не согласны с передачей Армянской ССР Шушинского района, хотя и входящего в состав Нагорно-Карабахской автономной области, но населённого и поныне в основном азербайджанцами.
…
Одновременно считаем необходимым довести до сведения ЦК ВКП(б), что при рассмотрении вопроса о включении НКАО в состав Армянской ССР должен быть рассмотрен и вопрос о включении в состав Азербайджанской ССР Азизбековского, Вединского и Карабагдарского районов Армянской ССР, примыкающих к Азербайджанской республике и населённых преимущественно азербайджанцами.
Учитывая исключительную культурную и экономическую отсталость этих районов, передача их Азербайджану даст возможность улучшить материально-бытовые условия и культурно-политическое обслуживание населения.

Попытки поднять проблему Нагорного Карабаха перед центральными органами СССР предпринимались в 1930, 1945, 1965, 1967 и 1977-е годы, но все они были подавлены. Более того, в то время такие попытки не всегда встречали понимание у самих карабахских армян. Например, когда директора школ Гадрутского района НКАО получили письма с предложением организовать сбор подписей под ходатайством о передаче автономии Армянской ССР, они отнесли их в райком партии и «выразили своё несогласие» со своим коллегой из Еревана, являвшимся инициатором этой акции.
| Перепись | Армяне        | Армяне | Азербайджанцы | Азербайджанцы | Русские       | Русские | Всего         | Всего |
| Перепись | числен- ность | %      | числен- ность | %             | числен- ность | %       | числен- ность | %     |
| -------- | ------------- | ------ | ------------- | ------------- | ------------- | ------- | ------------- | ----- |
| 1926     | 103 055       | 89,1   | 12 592        | 10,0          | 596           | 0,5     | 125 300       | 100   |
| 1939     | 132 800       | 88,0   | 14 053        | 9,3           | 3174          | 2,1     | 150 837       | 100   |
| 1959     | 110 053       | 84,4   | 17 995        | 13,8          | 1790          | 1,6     | 130 406       | 100   |
| 1970     | 121 068       | 80,5   | 27 179        | 18,1          | 1310          | 0,9     | 150 313       | 100   |
| 1979     | 123 076       | 75,9   | 37 264        | 23,0          | 1265          | 0,8     | 162 181       | 100   |
| 1989     | 145 450       | 76,9   | 40 688        | 21,5          | 1922          | 1,0     | 189 085       | 100   |

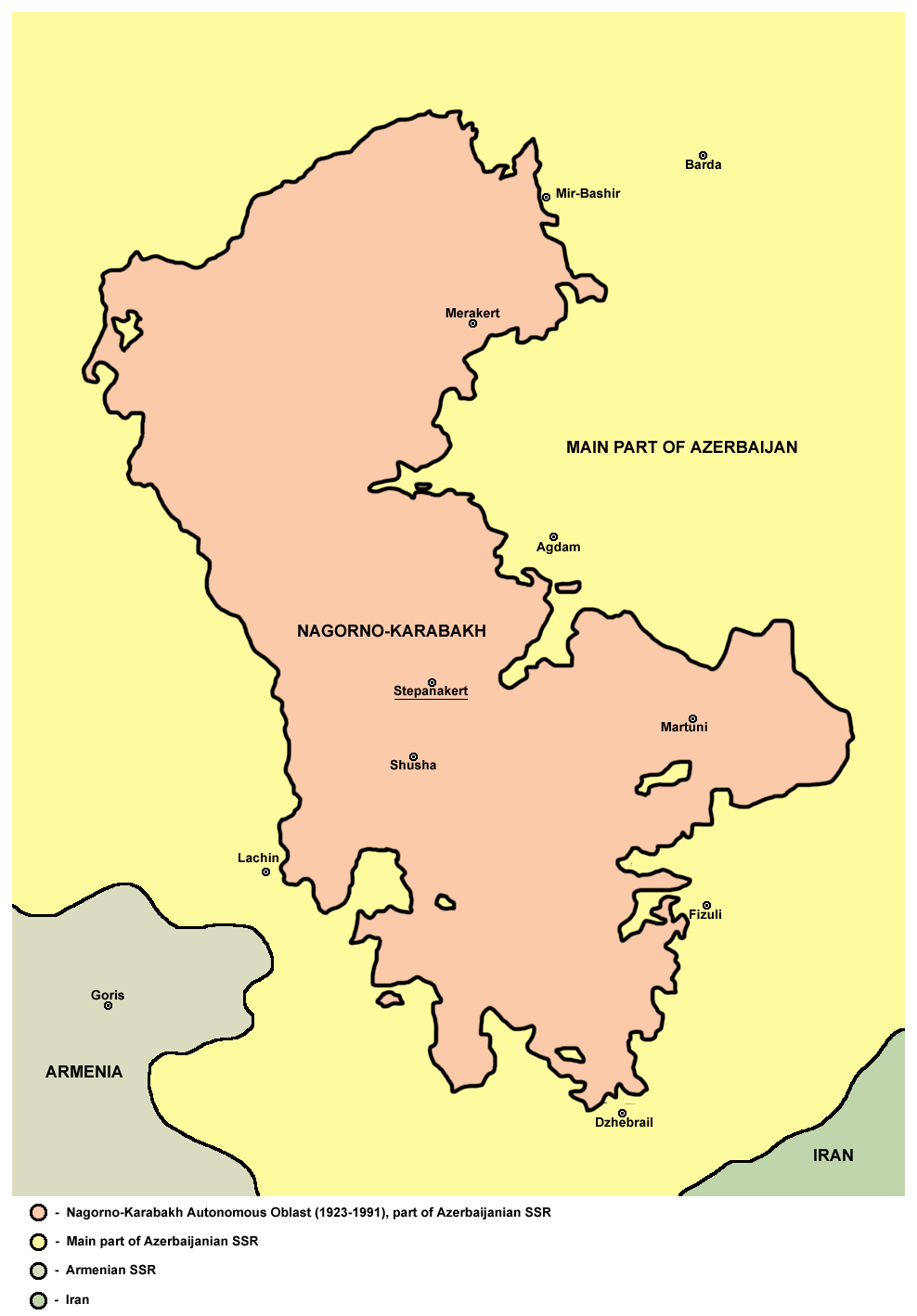

Перепись 1979 года показала, что общее число жителей НКАО составляло 162 200 человек, из них 123 100 армян (75,9 %) и 37 300 азербайджанцев (23,0 %). Таким образом, в течение полувека численность азербайджанского населения Нагорного Карабаха выросла в пять раз, а процентное соотношение (с 5 % до 23 %) в общем балансе народонаселения данного региона увеличилось. Указывая на этот факт и соотнося его с более ранними данными, армяне обвиняли руководство Азербайджана в «целенаправленной политике дискриминации и вытеснения», утверждая, что Баку намерен совершенно вытеснить армян из Нагорного Карабаха по образцу того, как это было проделано в Нахичеванской АССР.
То, что власти проводили сознательную политику, направленную на изменение этнического баланса в пользу азербайджанцев, подтверждал и Гейдар Алиев, 1-й секретарь ЦК КП Азербайджанской ССР (1969—1982), а затем, с 1993 по 2003 годы, президент Азербайджана. Он перечислял следующие меры в этом направлении, предпринятые им лично: открытие в Степанакерте института с азербайджанским отделением, куда направлялись на учёбу все окрестные азербайджанцы; открытие обувной фабрики, для работы на которой также направлялись азербайджанцы; и т. д. «Этими и другими мерами я старался, чтобы в Нагорном Карабахе было больше азербайджанцев, а число армян сократилось» — подчеркивал Алиев.
При этом, как указывает этнограф Анатолий Ямсков, «масштабы миграции азербайджанцев были значительны во многом благодаря тому, что переезжали они вовсе не в незнакомые и чужие для них местности, а на территории, которые они считали исторически своими и которые были им действительно хорошо знакомы. Ведь у некоторых в этих горных районах исторического Карабаха и Армении уже проживали родственники из числа коренных местных азербайджанцев, другие неоднократно слышали от дедов и отцов про бывшие родовые летние кочевья или кочевые пути, проходившие в этих местностях вблизи выбранных для переезда армянских горных деревень, а третьи и сами до переселения уже неоднократно бывали там в качестве колхозных или совхозных чабанов».
Кроме того, по мнению Ямскова, «причина неуклонной „азербайджанизации“ НКАО и сельской местности ряда прилегающих районов Аз. ССР и Арм. ССР состоит в более высоком естественном приросте азербайджанцев, а главное — в гораздо меньшем оттоке сельских азербайджанцев в города».
Этого мнения придерживается также доктор исторических наук, профессор Востриков.
Согласно Ямскову, «Эти изменения этнического состава населения жители НКАО видят своими глазами; о них хорошо осведомлены в Баку и Ереване. При сохранении существовавшего положения отмеченная тенденция в ближайшие 15—20 лет наверняка развивалась бы и дальше, и тогда уже в начале следующего века армяне в Нагорном Карабахе перестали бы составлять абсолютно преобладающее большинство населения. На этом, видимо, во многом основана позиция руководства Аз. ССР. Поэтому же именно в 1980-е годы, когда доля армянского населения НКАО стала приближаться к 2/3 жителей области, армянской интеллигенцией неминуемо должен был быть поднят вопрос о воссоединении данной территории с Арменией». Подобная тенденция изменения этнонационального состава населения играла (наряду с другими факторами), определяющую роль в формировании предпосылок карабахского кризиса.

## Карабахский конфликт. 1987—1991 годы
С объявлением политики «демократизации» и «гласности», вопрос о Нагорном Карабахе вновь встал на повестку дня. Волна индивидуальных и коллективных писем от армян с требованием воссоединения Карабаха с Арменией захлестнула Кремль. В самом Карабахе со второй половины 1987 года активно проводилась кампания по сбору подписей за присоединение области к Армении. В Москву отправлялись делегации от карабахских армян «проталкивать» своё дело в Центральном Комитете КПСС. Влиятельные армяне активно лоббировали карабахский вопрос за границей.
В октябре 1987 года в селе Чардахлы Шамхорского района, на северо-западе Азербайджана, произошёл инцидент между армянскими жителями и местными властями. Жители не согласились с решением властей о назначении председателя колхоза. После этого они были избиты милицией и, протестуя, отправили в Москву делегацию. Хотя с административной точки зрения Чардахлы не относилось к Нагорно-Карабахской автономной области, оно имело преимущественно армянское население и было известно как родина двух маршалов Советского Союза. 18 октября в Ереване прошла небольшая акция протеста в связи с событиями в Чардахлы.
Известие о чардахлинском инциденте достигло Армении ко времени, когда на митингах в Ереване, начинавшихся под экологическими лозунгами, все громче звучала тема Карабаха. Виднейшим лидером «карабахской» кампании был писатель Зорий Балаян, автор романа «Очаг» на тему о Карабахе, и поэтесса Сильва Капутикян. Экономический советник Горбачёва Абел Аганбегян высказался в Париже о необходимости передачи Нагорного Карабаха Армении; армяне восприняли это как сигнал, что идея пользуется поддержкой у высшего руководства СССР. К концу года неформальный референдум о «воссоединении» («миацум» по-армянски) с Арменией собрал уже 80 тысяч подписей; в декабре-январе петиции с подписями были вручены представителям ЦК КПСС и ВС СССР.
В ноябре 1987 — феврале 1988 года азербайджанцы, компактно проживавшие в Кафанском и Мегринском районах Армянской ССР, выезжают в Азербайджан. Томас де Ваал в своей книге приводит данные о том, что в ноябре 1987 года в Баку прибыли беженцы из Кафана, вынужденные бежать из-за межэтнических столкновений. Арамаис Бабаян (на тот момент второй секретарь Кафанского комитета Компартии) утверждает, что «не может припомнить» чтобы до февраля 1988 года азербайджанцы покидали территорию Кафанского района, а выезд азербайджанцев в феврале произошёл из-за «слухов и провокаций».
13 февраля 1988 года в Степанакерте состоялся первый митинг с требованием передачи НКАО Армении; спустя неделю митинговали уже тысячи человек.

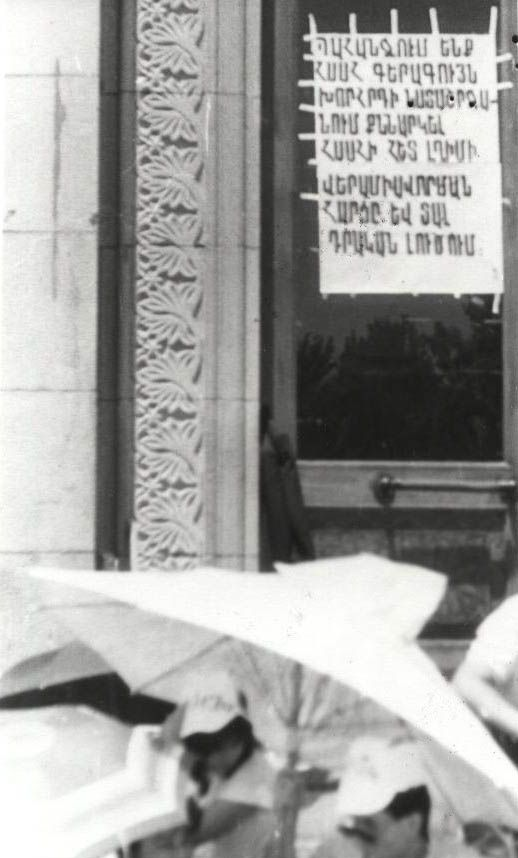
«Требуем у Верховного Совета АрмССР обсудить на своём заседании вопрос о воссоединении АрмССР и НКАО и вынести положительное решение». Ереван, лето 1988.

20 февраля Совет Народных Депутатов НКАО принял постановление (в форме обращения к Верховным советам СССР, Армении и Азербайджана) с просьбой об объединении области с Арменией. Действия армян не могли остаться без ответной реакции со стороны 40-тысячного азербайджанского населения Нагорного Карабаха. Однако, по признанию одного из лидеров карабахского движения Игоря Мурадяна, судьба азербайджанского меньшинства не интересовала их.
После 20 февраля, когда Совет НКАО принял решение о выходе из состава Азербайджана, в Баку прибыли азербайджанские беженцы со следами побоев.
22 февраля под Аскераном (граница НКАО, на шоссе Степанакерт — Агдам) произошло столкновение между армянами, часть из которых была вооружена охотничьими ружьями и двигавшейся в Степанакерт толпой азербайджанцев, намеревавшихся выразить свой протест против отделения Нагорного Карабаха. Погибли двадцатитрёхлетний Али Гаджиев и шестнадцатилетний Бахтияр Гулиев. Первый был убит азербайджанским милиционером; второй, возможно, был убит выстрелом из охотничьего ружья кем-то из армян.
27 февраля 1988 года, выступая по Центральному телевидению СССР, заместитель Генерального прокурора Александр Катусев упомянул о национальности убитых. В последующие часы в городе Сумгаите (в 25 км к северу от Баку) начался антиармянский погром, продлившийся с 27 по 29 февраля. Официальное расследование сообщило о 32 убитых — 6 азербайджанцев и 26 армян, в то время как существует версия что число армянских жертв превышает 100 человек.
Сумгаитский погром вызвал бурную реакцию армянской общественности: в Армении начались митинги, на которых звучали требования в должной мере осудить погромы в Сумгаите и опубликовать полный список жертв, а также принять решение о воссоединении НКАО и Армянской ССР.
Московские армяне активно поддержали решение соотечественников об отделении от Азербайджана и на армянском кладбище возле церкви «Сурб Арутюн» стали проходить еженедельные организованные митинги с требованием удовлетворить просьбу карабахских земляков и привлечь к ответственности организаторов сумгаитской трагедии.
13 марта 1988 года московский художник Корюн Нагапетян вместе с Мануком Шамировым и Владимиром Огаджаняном сформировали из наиболее активных участников митингов первую серьёзную организацию московских армян — комитет «Карабах», который оказывал всемерную поддержку армянам Нагорного Карабаха.
Комментируя сообщения ТАСС, газета «Правда» писала: «…именно такие люди организовали 19 марта сборище в Ереване, именуя его заседанием „комитета Карабах“… Некий К. Нагапетян призывал к забастовкам, массовым голодовкам, требовал объявить Армению „беспартийной“ республикой…».
Газета «Московская правда» писала: «…события ведут отсчёт с часу дня, когда у церкви на Армянском кладбище собралось около четырёхсот московских и приезжих армян. Подобные сходки, как известно, участились с весны нынешнего года, точнее, с начала марта, после известных событий в Сумгаите…».
Осенью 1988 года участились межэтнические столкновения в НКАО. Возобновились нападения на армян в других частях Азербайджана, сопровождавшиеся их изгнанием в Армению; аналогичным нападениям и насильственным депортациям подверглись и азербайджанцы, проживавшие в Армении (Варденисский, Масисский, Гугаркский и др. районы). Азербайджанские источники называют число азербайджанцев, убитых в погромах в Армении — 216, включая 57 женщин, 5 младенцев и 18 детей разного возраста. КГБ Армении, однако, утверждает лишь о 25 убитых (не считая восьми замёрзших при бегстве)
В результате погромов к началу 1989 года из Армении бежали почти все азербайджанцы и значительная часть курдов-мусульман, из Азербайджана — почти все армяне, кроме проживавших в Нагорном Карабахе, сопредельных с ним Шаумяновском и Ханларском районах и отчасти в Баку. В январе 1989 года Москва частично вывела НКАО из-под управления Азербайджана, введя там режим чрезвычайного положения и создав Комитет особого управления во главе с Аркадием Вольским. В НКАО с лета происходили постоянные вооружённые столкновения, и власти области не подчинялась Азербайджану: 12 июля областной Совет принял постановление о выходе из Азербайджанской ССР. В Ереване были арестованы члены комитета «Карабах» во главе с будущим президентом Армении Левоном Тер-Петросяном. Со своей стороны, объединённая сессия армянского Верховного Совета и областного совета НКАО провозгласила объединение Нагорного Карабаха с Арменией (1 декабря). За несколько дней до того, 28 ноября 1989 года Карабах был возвращён под фактическую власть Азербайджанской ССР: вместо Комитета Особого Управления был создан Организационный комитет, подчинённый ЦК Компартии Азербайджана (Оргкомитет). При Оргкомитете создаётся Комендатура района чрезвычайного положения. 15 января 1990 года было введено ЧП. В Нагорный Карабах и Шаумяновский район были введены Внутренние войска. С этого момента, по утверждениям армян, их положение резко ухудшилось, так как режим ЧП осуществляли, также и азербайджанские формирования, сознательно (по словам армян) стремившиеся сделать жизнь армян в НКАО невыносимой. Однако боевым столкновениям ЧП не мешало: «за время ЧП армянские партизаны провели свыше 200 операций». На армяно-азербайджанской границе шли уже настоящие боевые действия. Так, по армянским данным, к июню 1990 года численность «фидаинов» на территории Армении составляла около 10 тысяч человек; на их вооружении находились до 20 единиц бронетехники (БТР, БРДМ), около 100 градобойных орудий и пусковых ракетных установок, несколько десятков миномётов, более 10 вертолётов (переоборудованных гражданских). Кроме того, в Армении был сформирован полк спецназа МВД, состоящий сначала из 400 бойцов и в дальнейшем разросшийся до 2700. Сопоставимыми силами располагали и азербайджанские формирования, организовавшиеся прежде всего оппозиционным Народным Фронтом Азербайджана (НФА).
В середине января 1990 года в Баку произошёл погром армян. Реакции из Москвы не последовало. Лишь через несколько дней, когда в Азербайджане на фоне оппозиционных митингов возникла угроза свержения советской власти, в город были введены войска, якобы с целью защитить армянское население. Армейские части жёстко подавили демонстрации НФА и поставили у власти Аяза Муталибова.
В апреле-августе 1991 года части Советской Армии совместно с азербайджанским ОМОНом проводили акции по разоружению армянских селений и насильственной депортации их жителей в Армению (операция «Кольцо»); таким образом было депортировано население 17 деревень, включая всё армянское население Ханларского района. Однако после августовского путча 1991 года всякое воздействие Москвы на события в Нагорном Карабахе прекратилось. Карабахские армяне, создавшие собственные «отряды самообороны», и Азербайджан, имевший в тот момент в своём распоряжении лишь милицию и ОМОН, оказались один на один друг против друга. 2 сентября 1991 года карабахские армяне объявили о создании в границах НКАО и Шаумяновского района Нагорно-Карабахской Республики, пока что мыслившейся в составе (фактически уже не существовавшего) СССР. В ноябре 1991 года Верховный Совет Азербайджана принял постановление о ликвидации автономии НКАО; со своей стороны армяне провели 10 декабря референдум о независимости (азербайджанцы его бойкотировали) и официально провозгласили создание независимого государства. Началась война, впоследствии переросшая в войну между Азербайджаном и Арменией.

## Первая карабахская война. 1992—1994 годы
К концу 1991 года армяне в Карабахе имели до 6 тысяч бойцов (из них 3,5 тысяч местных, остальные — добровольцы из Армении), сведённых в «Силы самообороны НКР» (впоследствии «Армия обороны НКР») и подчинённые Комитету обороны; эти силы значительно пополнили свои арсеналы за счёт имущества выводимого 88-го полка ВВ СССР и остававшегося некоторое время в Карабахе 366-го мотострелкового полка. Армяне перешли в наступление: 25 января они захватили базу ОМОНа в пригороде Степанакерта Киркиджане и затем, в первой половине февраля, практически все этнически азербайджанские селения на территории НКАО. Опорными пунктами азербайджанцев оставались только крупный посёлок городского типа Ходжалы (где находился единственный аэродром) и город Шуша, откуда вёлся интенсивный обстрел Степанакерта (с применением установок «Град»). В ночь на 26 февраля 1992 года армяне захватили Ходжалы — это был первый действительно крупный успех армян в войне. Успех омрачился трагедией — массовым убийством армянскими вооружёнными формированиями беженцев из Ходжалы, уходивших по предоставленному карабахским руководством «гуманитарному коридору» (по азербайджанским данным погибло, с учётом замёрзших в пути, 613 человек, в том числе более сотни женщин и детей). Правозащитная организация «Human Rights Watch» назвала это событие «самой большой резнёй в истории конфликта». Попытка азербайджанской стороны в начале марта перейти в наступление на Аскеран и отбить Ходжалы не увенчалась успехом. 10 апреля при штурме армянского села Марага (вместе с селом Маргушеван входило в общий поселковый совет Ленинаван) азербайджанскими вооружёнными формированиями было убито около 50 человек. Успехи армян и Ходжалинская резня вызвали политический кризис в Азербайджане (выступление НФА против Муталибова), который в свою очередь способствовал дальнейшим успехам армян. После нескольких атак 8—9 мая была взята Шуша; таким образом, вся заявленная территория НКР оказалась под контролем армян. Затем армянские силы были брошены на Лачин, отделявший НКР от Армении. К 18 мая, благодаря двойному удару со стороны НКР и Гориса (Армения), Лачин был занят, и между Арменией и НКР установилась прямая связь.
Однако новое правительство НФА во главе с Aбульфазом Эльчибеем стремилось во что бы то ни стало вернуть Карабах. Начавшийся в тот момент раздел имущества Советской Армии доставил Азербайджану большое количество вооружения, обеспечив превосходство в вооружении над армянами. Так, согласно директиве МО России 4-я армия должна была передать Азербайджану 237 танков, 325 БТР и БРДМ, 204 БМП и 70 артиллерийских установок; Армения же получила от дислоцировавшейся на её территории 7-й Танковой армии только 54 танка, 40 БМП и 50 артиллерийских орудий. Согласно армянским оценкам, в Карабахе у армян было 8 тысяч человек (из них 4,5 тысяч карабахцев) 150 единиц бронетехники (в том числе 30 танков) и около 60 единиц артиллерийско-миномётных систем. 12 июня азербайджанцы неожиданно для армян начали наступление на северном направлении, на Шаумяновский район, который был занят в течение двух дней. Согласно армянским данным 18 тысяч человек превратились в беженцев, 405 человек (в основном женщины, дети и старики) пропали без вести. По занятии Шаумяновского района азербайджанская армия, перегруппировавшись, нанесла удар по Мардакерту и 4 июля заняла его. Вернув под свой контроль значительную часть Мардакертского района, азербайджанцы вышли к Сарсангскому водохранилищу, где к 9 июля после месячного наступления фронт стабилизировался. 15 июля армяне перешли в контрнаступление и вышли к пригородам Мардакерта, но затем вновь были отброшены азербайджанцами, которые в начале сентября дошли до реки Хачен, взяв под контроль до трети территории НКР. Это был момент наибольших успехов Азербайджана в войне.
В Нагорном Карабахе, в свою очередь, было объявлено чрезвычайное положение и мобилизация, которая 12 августа превратилась во всеобщую мобилизацию лиц в возрасте от 18 до 45 лет. Сюда спешно перебрасывались подкрепления из Армении.
18 сентября азербайджанцы начали новое наступление, нанеся сразу три удара: в направлении на Лачин, на райцентр Мартуни (на юге) и на Шушу (через Карабахский хребет, силами воздушного десанта и горных стрелков). Лачинское направление было основным, а коридор — главной целью азербайджанцев. Азербайджанцы приблизились вплотную к Лачину (на расстояние 12 км) и Мартуни; но поставленных целей не добились. К 21 сентября их наступление выдохлось, и перешедшие в контрнаступление армяне отбросили их на исходные позиции. Тот факт, что армяне сумели отстоять Лачин, оказался решающим.
К этому времени Армения в свою очередь завершила вооружение и формирование национальной армии, значительные силы которой были переброшены в Карабах. К концу года, армянские силы в Карабахе насчитывали 18 тысяч человек, из них 12 тысяч карабахцев; они имели 100 танков и 190 единиц ББМ.
15 января 1993 года Азербайджан начал новое наступление на северном фронте (в направлении села Чылдыран Мардакертского района), пытаясь создать плацдарм для наступления на Степанакерт. Целью являлось сковать силы армян на мардакертском направлении и отсечь их ударом от Агдама. Однако наступление завершилось провалом. Это было прелюдией к весенне-летним поражениям азербайджанской армии.
5 февраля армяне, измотав азербайджанцев оборонительными боями, перешли в наступление и нанесли удар по Чылдырану, который был ими занят в тот же день. К 8 февраля азербайджанцы были отброшены на 10 км. К 25 февраля армяне полностью овладели Сарсангским водохранилищем и взяли под контроль участок дороги Мардакерт—Кельбаджар, прервав таким образом связь Кельбаджарского района с остальным Азербайджаном. Попытки армян продвинуться далее и отбить Мардакерт не удались.
Армянское наступление поставило в безнадёжное положение Кельбаджарский район, который оказался в полублокаде между Арменией, НКР и занесёнными снегом горными перевалами Муровдагского хребта, связывавшими его с «большой землёй». 27 марта армяне начали операцию по овладению Кельбаджаром. Удары наносились с трёх сторон: из Армении, из Нагорного Карабаха и из Лачина. В течение 72 часов после начала наступления армяне заняли райцентр. Население было эвакуировано вертолётами или ушло через горные перевалы, претерпев массу лишений; азербайджанские части также отступили через перевалы, бросив застрявшую в снегу технику. Овладение Кельбаджаром значительно улучшило стратегическое положение армян, сократив линию фронта, ликвидировав угрозу Лачину с севера и установив, вместо «коридора», прочную и надёжную связь между НКР и Арменией.
В Азербайджане поражения вызвали новый политический кризис, в июне приведший к падению Эльчибея и правительства НФА и замене его Гейдаром Алиевым. Армяне же стремились развить успех. 12 июня, в годовщину азербайджанского наступления, они начали массированное наступление в направлениях Агдама и Мардакерта. На агдамском направлении они сумели достичь лишь небольшого успеха; но, перебросив основные силы на северный фронт, они 26 июня взяли Мардакерт.
После этого армянские силы вновь были переброшены на агдамское направление и после 42 суток боев, в ночь на 24 июля овладели Агдамом. Дальнейший план армян состоял в том, чтобы нанести удар в южном направлении (на Физули) и выйти к иранской границе в районе Горадиза, что автоматически отрезало бы и отдало в их руки Зангеланский и Кубатлинский районы. Наступление на южном фронте началось 11 августа; к 25 августа были заняты райцентры Джебраил и Физули, после чего, после короткой паузы для перегруппировки, армяне начали наступление на Кубатлы и 31 августа заняли его. 23 октября армяне заняли посёлок Горадиз (на иранской границе), таким образом окончательно отрезав Зангеланский район и оставшуюся в руках азербайджанцев часть Кубатлинского и Джебраильского районов; бывшие там азербайджанцы (военнослужащие и мирные жители) ушли через реку Аракс в Иран. Таким образом, южный фронт был практически ликвидирован, и стратегическое положение Карабаха, ещё недавно находившегося в полуокружении, резко улучшилось. За восемь месяцев армянского наступления, армяне сумели установить контроль над территорией в 14 тысяч км². 15 декабря азербайджанцы, в отчаянной попытке восстановить своё положение, перешли в наступление на всех пяти направлениях (физулинском, мартунинском, агдамском, мардакертском, кельбаджарском). Основной удар наносился на юге: азербайджанцы 8 января вернули Горадиз и к 26 января вышли к Физули; там они были остановлены.
Одновременно на кельбаджарском направлении две из трёх задействованных там бригад прорвались через Муровдагский хребет и заняли 14 населённых пунктов, выйдя на шоссе Мардакерт—Кельбаджар. Однако 12 февраля армяне перешли в наступление и взяли 701-ю бригаду в клещи, из которых она сумела вырваться с большим трудом и серьёзными потерями. Азербайджанцы вновь были отброшены за Муровдаг.
В ночь на 10 апреля 1994 года армяне начали массированное наступление на северо-восточном участке фронта, получившее у них название «Тертерской операции». План был масштабный: прорвав оборону азербайджанцев в районе Тертера, развить наступление на Барду и Евлах, выйти к Куре и Мингечаурскому водохранилищу и таким образом отрезать весь северо-запад Азербайджана, вместе с Гянджой, подобно тому, как ранее был отрезан юго-запад. Предполагалось, что после такой катастрофы Азербайджану не останется иного, как заключить мир на предписанных Арменией условиях. Однако успехи армян были скромные: к середине апреля было занято четыре села; за последующие три недели, до 6 мая, в результате пяти ожесточённых атак, было занято несколько населённых пунктов к северу от Агдама и к западу от Тертера. Эти события продемонстрировали, что ни армяне, ни азербайджанцы были более не в состоянии наступать; сложилось равновесие сил. 6 мая представители Азербайджана, НКР и Армении подписали в Бишкеке при посредничестве России соглашение о прекращении огня; 12 мая это соглашение вступило в силу.
По итогам Бишкекского протокола армянские силы продолжали контролировать территорию, в основном совпадающую с территорией НКАО, и также так называемую «зону безопасности», состоявшей из семи сопредельных с НКАО районов, откуда было изгнано всё азербайджанское население. С другой стороны, Шаумяновский район и некоторые части Мардакертского и Мартунинского районов, откуда бежало армянское население, остались под контролем Азербайджана.

## Нагорно-Карабахская Республика

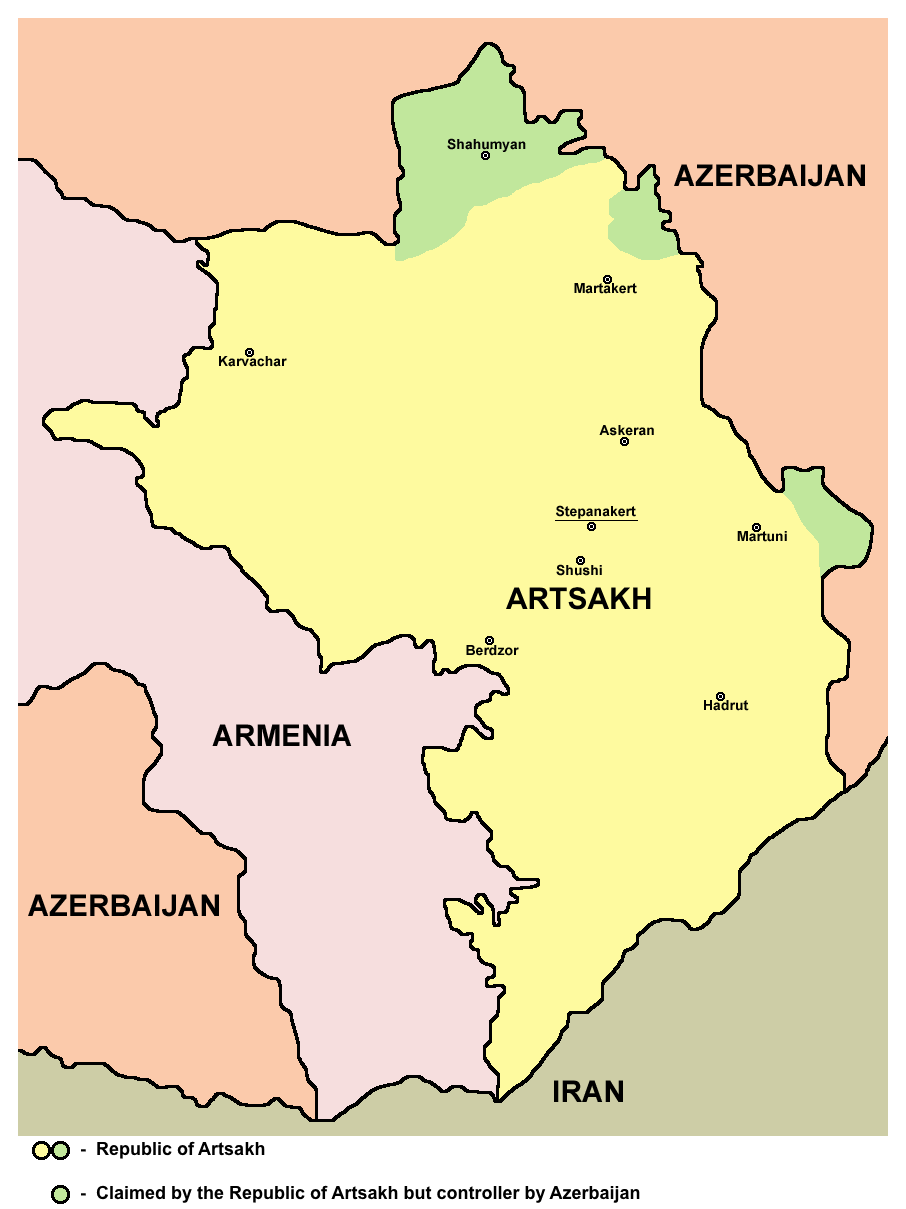
Территории контролируемые властями НКР в 1994—2020 годах (жёлтый цвет) и территории, заявленные НКР при провозглашении независимости в 1991 году, но оставшиеся под контролем властей Азербайджана (зелёный цвет).

С 1992 по 2020 годы бо́льшая часть Нагорного Карабаха контролировалась непризнанной Нагорно-Карабахской Республикой, поддерживающей тесные связи с Республикой Армения и использующей в качестве основной её национальную валюту — армянский драм. Армянские власти постоянно подвергались давлению со стороны внутренних сил, призывавших к аннексии или к официальному признанию независимости Нагорного Карабаха. Армения, однако, не шла на это, опасаясь осуждающей реакции международного сообщества. Политическая жизнь Армении и Нагорно-Карабахской Республики были тесно связаны: например, бывший c 1994 по 1997 годы Президентом Нагорно-Карабахской Республики Роберт Кочарян в 1997 году возглавил правительство Армении, а с 1998 по апрель 2008 года был её президентом. Вооружённые силы республики Армения осуществляли постоянную службу на линии соприкосновения войск НКР и Азербайджана, составляя большую часть личного состава вооружённых сил НКР.
Азербайджан отказывался признавать армян Нагорного Карабаха одной из сторон конфликта, и потому в переговорах участвовали только Азербайджан и Армения, что вызывало недовольство в Нагорно-Карабахской Республике.
Представители Армении, Азербайджана, Франции, России и США встречались в Париже и Ки-Уэсте (штат Флорида) весной 2001 года. Детали переговоров не разглашались, но сообщалось, что стороны обсуждали отношения между центральным правительством Азербайджана и карабахским руководством.
Начиная с 2007 года стороны рассматривали вариант мирного урегулирования конфликта, получивший известность под названием «мадридские принципы», который предусматривал, среди прочего, возвращение районов за пределами НКАО под контроль Азербайджана (за исключением коридора, необходимого для связи Нагорного Карабаха с Арменией), возвращение перемещённых лиц, введение в регион международной миротворческой миссии и промежуточный статус для Нагорного Карабаха до определения его будущего на референдуме.
В период 2—6 апреля 2016 года произошли крупномасштабные вооружённые столкновения. Как сообщили в Министерстве обороны Армении, войска Азербайджана ночью попытались проникнуть в тыл армии обороны Нагорно-Карабахской Республики. При этом использовались танки, артиллерия и авиация. Столкновения завершились незначительными изменениями на линии соприкосновения в пользу Азербайджана.

## Вторая карабахская война

Территория НКР, оставшаяся под её фактическим контролем (бледно-розовый цвет) по результатам подписанного Заявления о прекращении огня от 10 ноября 2020 года

27 сентября 2020 года активизировались военные действия на линии соприкосновения. Начало нового конфликта высокой интенсивности между вооружёнными формированиями Нагорно-Карабахской Республики (НКР) и Армении с одной стороны и вооружёнными силами Азербайджана с другой, стало самым масштабным, продолжительным и кровопролитным с момента окончания Карабахской войны в 1994 году. Наступление азербайджанских войск шло с масштабным применением бронетехники, артиллерии, ударных и разведывательных БПЛА, а также авиации. Обе стороны сообщали о многочисленных жертвах среди военнослужащих и мирного населения. В Армении и Нагорно-Карабахской Республике объявили военное положение и всеобщую мобилизацию; в Азербайджане было объявлено военное положение и частичная мобилизация. Политическую и военную поддержку Азербайджану оказывала Турция, предоставив военную технику (в частности, ударные беспилотники) и, как утверждает ряд СМИ, советников и инструкторов. В ходе боевых действий значительная часть территории, контролируемая НКР, перешла под контроль Азербайджана, включая значительную часть территории бывшей автономной области. Во время войны Азербайджан взял под свой контроль пять городов, четыре посёлка и 240 сёл. На северном участке азербайджанская армия взяла под свой контроль ряд стратегических высот и населённых пунктов. На юге азербайджанская армия взяла под полный контроль территорию, прилегающую к границе с Ираном, а также город Шуша и посёлок Гадрут.
В мирном соглашении, подписанном 10 ноября 2020 года между Арменией, Азербайджаном и Россией, было объявлено о прекращении возобновившихся боевых действий и установлено, что армянские вооружённые силы будут выведены с Кельбаджарского, Лачинского и Агдамского районов Азербайджана до 1 декабря 2020 года. Соглашение включало положения о развертывании российских миротворческих в регионе, при этом президент России Владимир Путин заявил, что он намерен в нынешнем соглашении «создать условия для долгосрочного урегулирования».

## 2021—2023 годы
24 марта 2022 года азербайджанские силы, обвинив армянские вооружённые формирования Нагорного Карабаха в «провокациях», вошли в зону ответственности российских миротворцев и взяли под контроль позиции у села Фарух.
С 1 по 3 августа 2022 года происходили вооружённые столкновения между вооружёнными силами Азербайджана с одной стороны и армией обороны непризнанной Нагорно-Карабахской Республики. В информационном бюллетене российских миротворцев от 4 августа отмечалось, что командованием российских миротворцев, во взаимодействии с азербайджанской и армянской сторонами, инциденты были урегулированы.
6 октября 2022 года в рамках саммита «Европейское политическое сообщество» на официальном сайте Елисейского дворца было размещено заявление по итогам встречи президента Азербайджана Ильхама Алиева с президентом Французской Республики Эмманюэлем Макроном, президентом Совета Европейского Союза Шарлем Мишелем и премьер-министром Республики Армения Николом Пашиняном, в котором говорится что Армения и Азербайджан подтвердили свою приверженность Уставу ООН и Алматинской декларации 1991 года и признают территориальную целостность и суверенитет друг друга.
12 декабря 2022 года Азербайджан начал блокаду Нагорного Карабаха, перекрыв Лачинский коридор — единственную транспортную дорогу, связывающую Нагорно-Карабахскую Республику с Арменией.

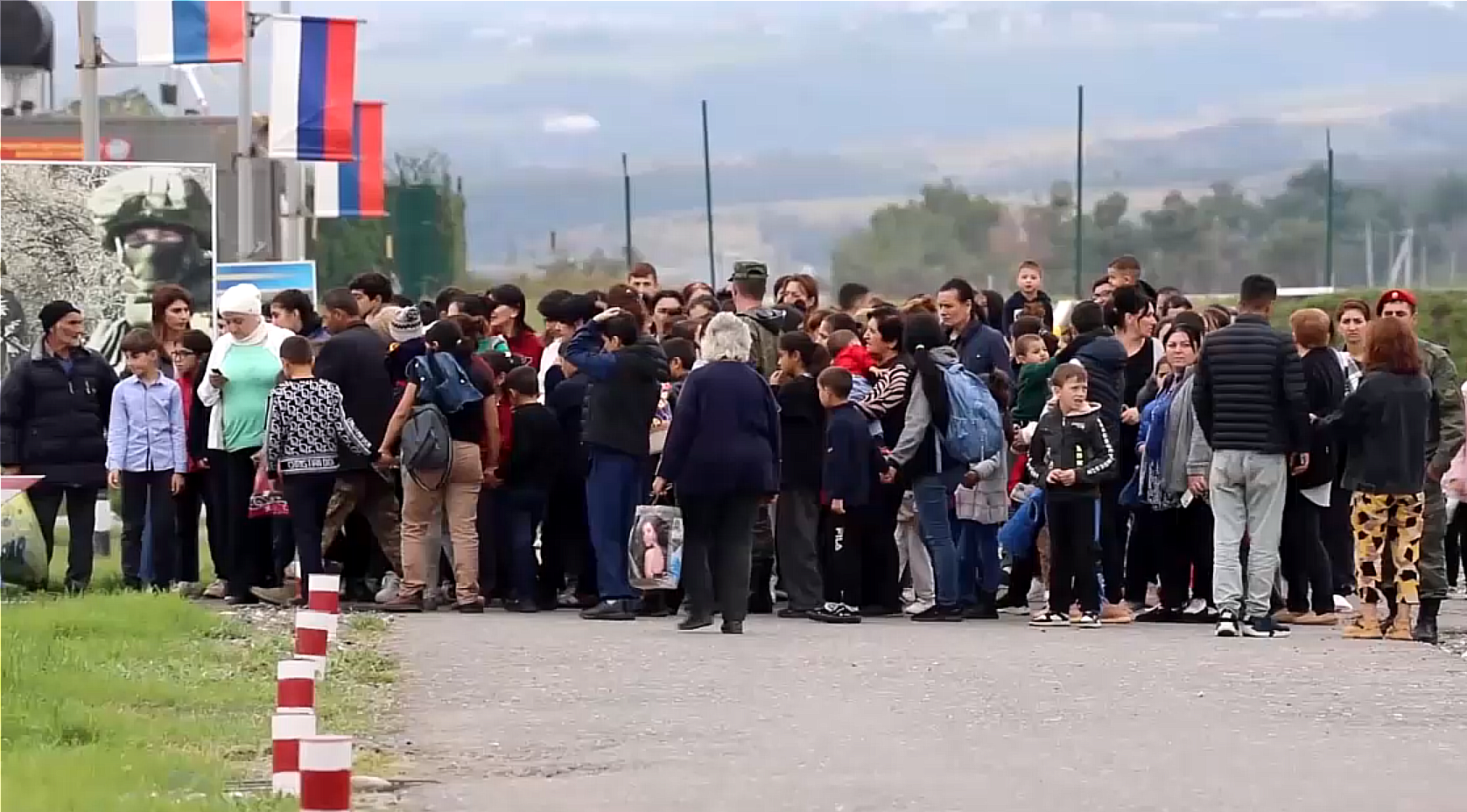
Карабахские армяне ищут убежище на базе российских миротворцев (21.09.2023)

19—20 сентября 2023 года вооружённые силы Азербайджана провели военную операцию против Нагорно-Карабахской Республики. Днём 20 сентября появились сообщения, что руководство НКР согласилось вывести «оставшихся армянских военных» из Нагорного Карабаха, расформировать и полностью разоружить формирования «армии обороны Нагорного Карабаха» и вывести с территории Нагорного Карабаха тяжелую военную технику и вооружения. Стороны договорились о прекращении огня с 13:00 по местному времени 20 сентября 2023. Условия прекращения огня по сути стали актом капитуляции непризнанной республики.
28 сентября 2023 года глава Нагорного Карабаха Самвел Шахраманян подписал указ о прекращении существования Нагорно-Карабахской Республики с 1 января 2024 года. После окончания боевых действий почти всё армянское население Нагорного Карабаха уехало в Армению; к 3 октября, по данным армянских властей, количество выехавших составило 100 617 человек.

## Международные документы
- Резолюция Совета Безопасности ООН 822 от 30 апреля 1993 года — принята единогласно на 3205-м заседании.
- Резолюция Совета Безопасности ООН 853 от 29 июля 1993 года — принята единогласно на 3259-м заседании.
- Резолюция Совета Безопасности ООН 874 от 14 октября 1993 года — принята единогласно на 3292-м заседании.
- Резолюция Совета Безопасности ООН 884 от 12 ноября 1993 года — принята единогласно на 3313-м заседании.
- Резолюция Парламентской Ассамблеи Совета Европы № 1416
- Резолюция Генеральной Ассамблеи ООН 62/243 «Положение на оккупированных территориях Азербайджана» (2008 год) — принята 39 голосами за при семи против и ста воздержавшихся[344].

## Комментарии
1. ↑  Формально он просуществовал до 1836 года. Резиденцией католикосов Агванка, которые вплоть до XIX в. управляли (в церковном отношении) территорией древнего царства Албании, была сначала последняя его столица — город Партав (Бердаа) в равнинном Карабахе, а впоследствии, с XIV в. — монастырь Гандзасар (армянонаселённая область Хачен в Нагорном Карабахе). По этой причине, в армянской церковной традиции Карабах нередко именовался «Агванк». См. Церковь Кавказской Албании
2. ↑  
Аналогично титулу младшего сына английской королевы Елизаветы — «граф Уэссекский», — данного ему в честь давно уже не существующего английского королевства.
3. ↑  Нужно понимать, что границы НКАО и историко-географической области Нагорный Карабах различались, так как Нагорно-Карабахская автономная область была создана из преимущественно армянонаселённой части Нагорного Карабаха[135]. Те сёла из перечисленных, которые существуют по сей день, административно принадлежат районам вокруг бывшего НКАО (например, Агдамскому или Физулинскому).
4. ↑  Татарами Закавказья в XIX — начале XX вв. именовались азербайджанцы
5. ↑  Из телефонного разговора Орджоникидзе и Нариманова ранее в 1920 году (точная дата неизвестна; ЦПА ИМЛ. Ф. 64. Оп. 1. Д. 17. Л. 66) исходило, что Нариманов считает Нагорный Карабах, Зангезур и Шарур-Нахичевань неотъемлемыми частями Азербайджана, а Орджоникидзе предлагал до этого наркоминделу РСФСР Чичерину безоговорочно присоединить Карабах и Зангезур к Азербайджану с условием обеспечения автономии и отказа Азербайджана от остальных спорных территорий[271].
6. ↑  В переписи населения СССР 1926 года Архивная копия от 17 ноября 2017 на Wayback Machine указывались как «тюрки».

## Внешние ссылки
- Мовсес Каланкатуаци. История страны Алуанк / Пер. с древнеарм., предисл. и коммент. Ш. В. Смбатяна. — Ереван, 1984.
- Персидские документы Матенадарана (XV—XVI вв.) / Сост. А. Д. Папазян. — Ереван, 1956. — Т. I, Вып. 1.
- Потто В. А. Первые добровольцы Карабага в эпоху водворения русского владычества (Мелик-Вани и Акоп-юзбаши Атабековы). — Тифлис, 1902.
- Потто В. А. Оборона крепости Шуши. — СПб., 1900.
- Страбон. География в 17 книгах / Перевод, статья и комментарии Г. А. Стратановского, под общей редакцией проф. С. Л. Утченко, редактор перевода О. О. Крюгер. — Наука. — 1964.